# Список глав Колумбии
Президент Колумбии — глава государства и правительства Колумбии.
На территории современной Колумбии с древнейших времён до нашего времени существовали различные государства с различной системой правления. В древности наиболее значительной культурой на территории страны была культура чибча, которая создала ряд государственных образований. Юго-запад страны, регион Анд на современной границе с Эквадором входил в состав империи инков.
После начала испанской колонизации в 1550 году была создана аудиенсия Новой Гранады, тем самым она была впервые выделена в отдельную административную единицу в составе вице-королевства Перу. После воцарения в Испании Бурбонов в XVIII веке было создано отдельное вице-королевство Новая Гранада, в которое вошли аудиенсия Кито (современный Эквадор), генерал-капитанство Венесуэла и территория современной Панамы.
Период после провозглашения независимости от Испании и создания временного правительства известен как «Глупая родина». В 1819—1823 годах, в ходе антиколониальных войн, независимость была окончательна утверждена. В 1829 году от Колумбии отделилась Венесуэла, а в 1830 году — Эквадор. В связи с этим государство изменило название на Новую Гранаду.
В данном списке правителей Колумбии в хронологическом порядке перечислены лица, возглавлявшие государственные образования на территории Колумбии на протяжении всей её истории, начиная с испанской колонизации. После провозглашения независимости, в связи с историческими событиями и конституционными ограничениями, главы исполнительной власти не всегда назывались президентами, а замещали этот пост под различными титулами.

## Хронология
| 1509—1520                          | — начало испанской колонизации. Создание конкистадором Гонсало Хименесом де Кесада Вице-королевства Новая Гранада (исп. Nueva Reino de Granada или исп. Nueva Granada) на территории современных Колумбии, Эквадора и Венесуэлы.                                                        |
| 17 июля 1549 года                  | — в составе Вице-королевства Перу основана аудиенсия Санта-Фе де Богота, в которую вошли Картахена-де-Индиас, Санта-Марта и Попайян (до 1563 года). |
| 27 мая 1717 года                   | — вице-королевство Новая Гранада (исп. Santa Fé del Nuevo Reino de Granada) выделено из состава вице-королевства Перу (вступило в силу в 1718 году). В её состав вошли Новая Андалусия, Гайана, Венесуэла, Мерида Ла Грита, Попайян, Кито (Эквадор), Картахена де Индиас и Санта-Марта. |
| 11 мая 1724 — 20 августа 1739 года | — вновь в составе вице-королевства Перу. |
| 20 августа 1739 года               | — Вице-королевство Новая Гранада восстановлено. К прежним территориям добавилась Панама. |
| 8 сентября 1777 года               | — Выделено генерал-капитанство Венесуэла, в которую вошли территории Новой Андалусии, Гайаны, Венесуэлы и Мериды Ла Гриты. |
| 4 апреля 1811 года                 | — местные хунты, действуя формально в интересах свергнутого короля Испании Фердинанда VII, свергли власть Наполеона, сместили вице-короля и провозгласили местную власть. Панама и Сантьяго остались на стороне Испании.                                                                |
| 27 ноября 1811 года                | — Федеративные провинции Новой Гранады. |
| 4 октября 1812 года                | — Объединённые провинции Новой Гранады. |
| декабрь 1815 — июль 1816 года      | — испанская реконкиста в Новой Гранаде. |
| 17 декабря 1819 года               | — Республика Колумбия (независимая от Испании). |
| 21 ноября 1831 года                | — от Великой Колумбии отделились Венесуэла и Эквадор. |
| 21 ноября 1831 года                | — Государство Новая Гранада. |
| 20 апреля 1843 года                | — Республика Новая Гранада. |
| 22 мая 1858 года                   | — Гранадская конфедерация. |
| 18 июля 1861 года                  | — Соединённые штаты Новой Гранады. |
| 20 сентября 1861 года              | — Соединённые штаты Колумбии. |
| 5 августа 1886 года                | — Республика Колумбия. |
| 4 ноября 1903 года                 | — от Колумбии отделилась Панама. |
| 8 сентября 1972 года               | — США вернули Колумбии банку Кита Суэнья, риф Ронкадор и банку Серрана (соглашение вступило в силу 17 сентября 1981 года). |

В списке приведена информация о людях, использующих испанскую систему имён.

## Доколумбова эпоха
В доиспанский период на территории Колумбии существовали государства чибча-муисков. Эти государства были уничтожены испанскими колонизаторами.

## Колония Новое Королевство Гранада (1538—1718)
| Имя / (годы жизни)                                                       | Оригинальное имя                                                       | Портрет | Начало срока         | Конец срока          | Должность                                         |                |
| ------------------------------------------------------------------------ | ---------------------------------------------------------------------- | ------- | -------------------- | -------------------- | ------------------------------------------------- | -------------- |
| • Новая Гранада •                                                        |                                                                        |         |                      |                      |                                                   |                |
| Гонсало Хименес де Кесада и Ривера (1509—1579)                           | Gonzalo Jiménez de Quesada y Rivera (англ.)                            |         | 1538 год             | 1539 год             |                                                   |                |
| Эрнан Перес де Кесада                                                    | Hernán Pérez de Quesada (англ.)                                        |         | 1539 год             | 1542 год             |                                                   |                |
| Луис Алонсо де Луго                                                      | Alonso Luis de Lugo (англ.)                                            |         | 1542 год             | 1545 год             |                                                   |                |
| Луис Монтальво де Луго                                                   | Luis Montalvo de Lugo (англ.)                                          |         | 1545 год             | 1545 год             |                                                   |                |
| Педро де Урсуа                                                           | Pedro de Ursúa (англ.)                                                 |         | 1545 год             | 1547 год             |                                                   |                |
| Мануэль Диес де Армендарис                                               | Miguel Díez de Armendáriz (англ.)                                      |         | 1547 год             | 1550 год             |                                                   |                |
| Аудиенсия                                                                |                                                                        |         | 1550 год             | 1554 год             |                                                   |                |
| Андрес Диас Венеро де Лейва (ум. 1578)                                   | Andrés Díaz Venero de Leyva (англ.)                                    |         | 1564 год             | 1574 год             | Председатель королевского суда Санта Фе де Богота |                |
| Гедеон де Инохоса                                                        | Gedeón de Hinojosa (англ.)                                             |         | 1574 год             | 1575 год             |                                                   |                |
| Франсиско Брисеньо (ум. 1575)                                            | Francisco Briceño (англ.)                                              |         | 23 марта 1575 года   | 13 декабря 1575 года | Председатель королевского суда Санта Фе де Богота |                |
| Аудиенсия                                                                |                                                                        |         | 1575 год             | 1578 год             |                                                   |                |
| Лопе Диес Окс де Армендарис (ум. 1584)                                   | Lope Díez Aux de Armendáriz (англ.)                                    |         | 1578 год             | 1580 год             | Председатель королевского суда Санта Фе де Богота |                |
| Хуан Баутиста Монсон                                                     | Juan Bautista Monzón (англ.)                                           |         | 1580 год             | 1582 год             |                                                   |                |
| Хуан Прието де Орельяна                                                  | Juan Prieto de Orellana (англ.)                                        |         | 1582 год             | 1585 год             |                                                   |                |
| Франсиско Хавьер Гильен Чапарро (15..-1601)                              | Francisco Javier Guillén Chaparro (англ.)                              |         | 1585 год             | 1590 год             | Председатель королевского суда Санта Фе де Богота | и. о.          |
| Антонио Гонсалес                                                         | Antonio González (англ.)                                               |         | 1590 год             | 1597 год             | Председатель королевского суда Санта Фе де Богота |                |
| Франсиско де Санде Пикон (1540—1602)                                     | Francisco de Sande Picón (англ.)                                       |         | 1597 год             | 1602 год             | Председатель королевского суда Санта Фе де Богота |                |
| Нуно Нуньес де Вильявисенсио                                             | Nuno Núñez de Villavicencio (англ.)                                    |         | 1602 год             | 1605 год             |                                                   |                |
| Хуан де Борха и Армендия (ум. 1628)                                      | Juan de Borja y Armendía (англ.)                                       |         | 1605 год             | 1628 год             | Председатель королевского суда Санта Фе де Богота |                |
| Аудиенсия                                                                |                                                                        |         | 1628 год             | 1630 год             |                                                   |                |
| Санчо Хирон де Нарваэс, маркиз Софрага                                   | Sancho Girón de Narváez, marqués de Sofraga (англ.)                    |         | 1630 год             | 1637 год             | Председатель королевского суда Санта Фе де Богота |                |
| Мартин де Сааведра Галиндо де Гусман (1594—1654)                         | Martín de Saavedra Galindo de Guzmán (англ.)                           |         | 1637 год             | 1645 год             | Председатель королевского суда Санта Фе де Богота |                |
| Хуан Фернандес де Кордоба-и-Коалья, маркиз де Миранда де Аута (ум. 1664) | Juan Fernández de Córdoba y Coalla, marqués de Miranda de Auta (англ.) |         | 23 декабря 1645 года | 1654 год             | Председатель королевского суда Санта Фе де Богота |                |
| Дионисио Перес Манрике, маркиз де Сантьяго (1598?—1678)                  | Dionisio Pérez Manrique, marqués de Santiago (англ.)                   |         | 1654 год             | 1659 год             | Председатель королевского суда Санта Фе де Богота | 1-й раз.       |
| Хуан Корнехо                                                             | Juan Cornejo (англ.)                                                   |         | 1659 год             | 1660 год             |                                                   |                |
| Дионисио Перес Манрике, маркиз де Сантьяго (1598?—1678)                  | Dionisio Pérez Manrique, marqués de Santiago (англ.)                   |         | 1660 год             | 1662 год             | Председатель королевского суда Санта Фе де Богота | 2-й раз.       |
| Диего де Эгуэс-и-Бомон (ум. 1664)                                        | Diego de Egües y Beaumont (англ.)                                      |         | 1662 год             | декабрь 1664 года    | Председатель королевского суда Санта Фе де Богота |                |
| Франсиско де Лейва                                                       | Francisco de Leiva (англ.)                                             |         | 1664 год             | 1666 год             |                                                   | и. о.          |
| Диего Корро-и-Карраскаль (ум. 1673)                                      | Diego del Corro y Carrascal (англ.)                                    |         | 1666 год             | 1667 год             | Председатель королевского суда Санта Фе де Богота |                |
| Диего де Вильяльба-и-Толедо                                              | Diego de Villalba y Toledo (англ.)                                     |         | 1667 год             | 1671 год             | Председатель королевского суда Санта Фе де Богота |                |
| Мельхиор де Линьян-и-Сиснерос (1629—1708)                                | Melchor de Liñán y Cisneros (англ.)                                    |         | 2 июня 1671 года     | 1674 год             | Председатель королевского суда Санта Фе де Богота |                |
| Аудиенсия                                                                |                                                                        |         | 1674 год             | 1678 год             |                                                   |                |
| Франсиско дель Кастильо де ла Конча (ум. 1685)                           | Francisco del Castillo de la Concha (англ.)                            |         | 1678 год             | ноябрь 1685 года     | Председатель королевского суда Санта Фе де Богота |                |
| Себастьян Альфонсо де Веласко                                            | Sebastián Alfonso de Velasco (англ.)                                   |         | ноябрь 1685 года     | сентябрь 1686 года   |                                                   |                |
| Хиль де Кабрера-и-Давалос (1646—1712)                                    | Gil de Cabrera y Davalos (англ.)                                       |         | 1686 год             | май 1691 года        | Председатель королевского суда Санта Фе де Богота | 1-й раз.       |
| Хосе Мерло де ла Фуэнте                                                  | José Merlo de la Fuente (англ.)                                        |         | май 1691 года        | февраль 1694 года    |                                                   | и. о.          |
| Хиль де Кабрера-и-Давалос (1646—1712)                                    | Gil de Cabrera y Davalos (англ.)                                       |         | февраль 1694 года    | 1703 год             | Председатель королевского суда Санта Фе де Богота | 2-й раз.       |
| Диего де Кордоба Лассо де ла Вега (16..—1720)                            | Diego de Córdoba Lasso de la Vega (англ.)                              |         | 1703 год             | сентябрь 1710 года   | Председатель королевского суда Санта Фе де Богота | 1-й раз.       |
| Франсиско Коссио-и-Отеро (1644—1714)                                     | Francisco Cossío y Otero (англ.)                                       |         | 1710 год             | 1711 год             | Председатель королевского суда Санта Фе де Богота |                |
| Диего де Кордоба Лассо де ла Вега (16..—1720)                            | Diego de Córdoba Lasso de la Vega (англ.)                              |         | июнь 1711 года       | февраль 1712 года    | Председатель королевского суда Санта Фе де Богота | 2-й раз.       |
| Франсиско Менесес Браво де Саравиа (1669—1723)                           | Francisco Meneses Bravo de Saravia (англ.)                             |         | 1712 год             | 1715 год             | Председатель королевского суда Санта Фе де Богота |                |
| Николас Инфанте де Венегас                                               | Nicolas Infante de Venegas (англ.)                                     |         | октябрь 1715 года    | апрель 1717 года     |                                                   | 1-й раз. и. о. |
| Франсиско дель Ринкон, архиепископ Санта Фе де Богота (1650—1723)        | Francisco del Rincón, arzobispo de Santa Fé de Bogotá (англ.)          |         | 23 апреля 1717 года  | 1717 год             | Председатель королевского суда Санта Фе де Богота | 1-й раз. и. о. |
| Николас Инфанте де Венегас                                               | Nicolas Infante de Venegas (англ.)                                     |         | 1717 год             | 1717 год             |                                                   | 2-й раз. и. о. |
| Франсиско дель Ринкон, архиепископ Санта Фе де Богота (1650—1723)        | Francisco del Rincón, arzobispo de Santa Fé de Bogotá (англ.)          |         | 1717 год             | 13 июня 1718 года    | Председатель королевского суда Санта Фе де Богота | 2-й раз. и. о. |

## Вице-королевство Новая Гранада (1718—1724)
| Имя / (годы жизни)                                            | Оригинальное имя                                 | Портрет | Начало срока        | Конец срока         | Должность                 |       |
| ------------------------------------------------------------- | ------------------------------------------------ | ------- | ------------------- | ------------------- | ------------------------- | ----- |
| • Вице-королевство Новая Гранада •                            |                                                  |         |                     |                     |                           |       |
| Антонио Игнасио де ла Педроса и Герреро (ок. 1660—после 1740) | Antonio Ignacio de la Pedrosa y Guerrero (англ.) |         | 13 июня 1718 года   | 25 ноября 1719 года | Вице-король Новой Гранады | и. о. |
| Хорхе де Вильялонга, граф де ла Куэва (1665—ок. 1735)         | Jorge de Villalonga, conde de la Cueva (англ.)   |         | 25 ноября 1719 года | 11 мая 1724 года    | Вице-король Новой Гранады |       |

## Новая Гранада в составе вице-королевства Перу (1724—1740)
| Имя / (годы жизни)                                            | Оригинальное имя                    | Портрет | Начало срока         | Конец срока          | Должность                                         |       |
| ------------------------------------------------------------- | ----------------------------------- | ------- | -------------------- | -------------------- | ------------------------------------------------- | ----- |
| • в 1724—1740 Новая Гранада в составе Вице-королевства Перу • |                                     |         |                      |                      |                                                   |       |
| Антонио Мансо Мальдонадо (ум. 1778)                           | Antonio Manso Maldonado (англ.)     |         | май 1724 года        | февраль 1731 года    | Председатель королевского суда Санта Фе де Богота |       |
| Гражданские комиссары Аудиенсии                               |                                     |         |                      |                      |                                                   |       |
| Хосе Мартинес Мало                                            | José Martínez Malo (англ.)          |         | 1731 год             | май 1733 года        |                                                   |       |
| Хосе Кинтана Асебедо                                          | José Quintana Acebedo (англ.)       |         | 1731 год             | май 1733 года        |                                                   |       |
| Хорхе Лосано и Перальта                                       | Jorge Lozano y Peralta (англ.)      |         | 1731 год             | май 1733 года        |                                                   |       |
| Хосе Кастилья                                                 | José Castilla (англ.)               |         | 1731 год             | май 1733 года        |                                                   |       |
| Рафаэль де Эслава и Ласада (1695—1737)                        | Rafael de Eslava y Lazaga (англ.)   |         | 1733 год             | 20 апреля 1737 года  | Председатель королевского суда Санта Фе де Богота |       |
| Неизвестный                                                   |                                     |         | 20 апреля 1737 года  | 20 августа 1738 года | Председатель королевского суда Санта Фе де Богота | и. о. |
| Антонио Гонсалес Манрике (1695—1738)                          | Antonio González Manrique (англ.)   |         | 20 августа 1738 года | 1 сентября 1738 года | Председатель королевского суда Санта Фе де Богота |       |
| Франсиско Гонсалес Манрике (ум. 1747)                         | Francisco González Manrique (англ.) |         | 1739 год             | 24 апреля 1740 года  | Председатель королевского суда Санта Фе де Богота |       |

## Вице-королевство Новая Гранада (1740—1813)
| Имя / (годы жизни)                                                                         | Оригинальное имя                                                                | Портрет | Начало срока          | Конец срока           | Должность                 |         |
| ------------------------------------------------------------------------------------------ | ------------------------------------------------------------------------------- | ------- | --------------------- | --------------------- | ------------------------- | ------- |
| • Вице-королевство Новая Гранада •                                                         |                                                                                 |         |                       |                       |                           |         |
| Себастьян де Эслава-и-Ласада (1684—1759)                                                   | Sebastián de Eslava y Lazaga (англ.)                                            |         | 24 апреля 1740 года   | 6 ноября 1749 года    | Вице-король Новой Гранады |         |
| Хосе Альфонсо Писарро, маркиз дель Вильяр (1689—1762)                                      | José Alfonso Pizarro, marqués del Villar (англ.)                                |         | 6 ноября 1749 года    | 24 ноября 1753 года   | Вице-король Новой Гранады |         |
| Хосе Солис Фольч де Кардона (1716—1770)                                                    | José Solís Folch de Cardona (англ.)                                             |         | 24 ноября 1753 года   | 25 февраля 1761 года  | Вице-король Новой Гранады |         |
| Педро Мессия де ла Серда, маркиз де ла Вега де Армихо (1700—1783)                          | Pedro Messía de la Cerda, marqués de la Vega de Armíjo (англ.)                  |         | 25 февраля 1761 года  | 1773 год              | Вице-король Новой Гранады |         |
| Мануэль де Гириор-и-Порталь де Уарте-и-Эдосаин (1708—1788)                                 | Manuel de Guirior, y Portal de Huarte y Edozain (англ.)                         |         | 1773 год              | 1776 год              | Вице-король Новой Гранады |         |
| Мануэль Антонио Флорес Мальдонадо (ок. 1722—1799)                                          | Manuel Antonio Flórez Maldonado (англ.)                                         |         | 1776 год              | 26 ноября 1781 года   | Вице-король Новой Гранады |         |
| Хуан де Торресар Диас Пимьента (?—1782)                                                    | Juan de Torrezar Díaz Pimienta (англ.)                                          |         | 1 апреля 1782 года    | 11 июня 1782 года     | Вице-король Новой Гранады |         |
| Хуан Антонио Кабальеро-и-Гонгора (1723—1796)                                               | Juan Antonio Caballero y Góngora (англ.)                                        |         | 11 июня 1782 год      | январь 1789 года      | Вице-король Новой Гранады |         |
| Франсиско Хиль де Тавоада-и-Лемос (ок. 1736—1809)                                          | Francisco Gil de Taboada y Lemos (англ.)                                        |         | январь 1789 года      | март 1789 года        | Вице-король Новой Гранады |         |
| Хосе Мануэль Игнасио Тимотео де Эспелета Гальдэано Дикастильо-и-дель Прадо (ок. 1739—1823) | José Manuel Ignacio Timoteo de Ezpeleta Galdeano Dicastillo y del Prado (англ.) |         | 1789 год              | 2 января 1797 года    | Вице-король Новой Гранады |         |
| Педро Мендинуэта-и-Мускис (1736—1825)                                                      | Pedro Mendinueta y Múzquiz (англ.)                                              |         | 2 января 1797 года    | 16 сентября 1803 года | Вице-король Новой Гранады |         |
| Антонио Хосе Амар-и-Бурбон Аргуэдас-и-Вальехо де Сантакрус (1742—1826)                     | Antonio José Amar y Borbón Arguedas y Vallejo de Santacruz (англ.)              |         | 16 сентября 1803 года | 20 июля 1810 года     | Вице-король Новой Гранады | 1-й раз |
| Франсиско Хавьер Венегас (1754—1838)                                                       | Francisco Javier Venegas (англ.)                                                |         | 1810 год              | 1810 год              | Вице-король Новой Гранады |         |
| Бенито Перес Брито де лос Риос Фернандес Вальделомар (1747—1813)                           | Benito Pérez Brito de los Ríos Fernández Valdelomar (англ.)                     |         | 21 марта 1812 года    | 30 мая 1813 года      | Вице-король Новой Гранады |         |

## Первая республика Новой Гранады - Глупая родина (признавала власть Фердинанда VII)
Глупая родина (Patria Boba) — это период истории Колумбии, когда колонии Вице-королевства Новая Гранада впервые получили опыт самоуправления. После ареста короля Испании Фердинанда VII Наполеоном несколько городов в испанских владениях разорвали связи с марионеточным правительством брата Наполеона Жозефа, который короновался как король Испании. Как только новости об этих волнениях достигли Нового Света, различные города провозгласили независимость от Испании. Территория Новой Гранады распалась, различные провинции провозгласили независимость и создали собственные правительства во главе с креолами. Первоначально президентами назывались руководители провинций (штатов).

### Кундинамарка (1810—1814; признавала власть Фердинанда VII)
29 января 1810 года в Кадисе во время осады города французскими войсками была распущена Верховная центральная и правящая хунта королевства, тем самым прекратил существование последний оплот сопротивления французской оккупации в материковой Испании. Когда известия об этом достигли Нового Света, местные политические лидеры попытались извлечь выгоду из сложившейся ситуации и создали собственные хунты (правительства) во главе с креолами. В Боготу, столицу Вице-королевства Новая Гранада известие об этом поступило 20 июля 1810 года, и последующие события привели к созданию открытой ратуши (исп. cabildo abierto) Боготы. Вначале ратуша попыталась обрести легитимность и пригласила возглавить себе вице-короля, но он отказался и был сменён вице-президентом ратуши, мэром Боготы Хосе Мигелем Пеем де Андраде, который таким образом стал первым креолом, возглавившим исполнительную и законодательную власть на территории нынешней Колумбии. Поскольку в испанских колониях распространялись идеи независимости, ратушу сменило Правительство Свободного и независимого государства Кундинамарка со столицей в Боготе, во главе с президентом Хорхе Тадео Лосано или, как гласил его титул, «Президент Кундинамарки и вице-регент при королевской персоне». Независимая республика Кундинамарка просуществовала до 1812 года, когда она вошла в состав Соединённых провинций Новой Гранады.
| Имя (годы жизни)                                                                  | Оригинальное имя                                                                | Портрет | Начало срока          | Конец срока           | Должность | Причина отставки                                                                                  |            |
| --------------------------------------------------------------------------------- | ------------------------------------------------------------------------------- | ------- | --------------------- | --------------------- | --- | ------------------------------------------------------------------------------------------------- | ---------- |
| • Открытая ратуша Боготы •                                                        |                                                                                 |         |                       |                       | |                                                                                                   |            |
| Антонио Хосе Амар-и-Бурбон (1742—1826)                                            | Antonio José Amar y Borbón (англ.)                                              |         | не принял пост        | не принял пост        | Председатель ратуши | Отказался от поста                                                                                | 2-й раз. Р |
| Хосе Мигель Пей де Андраде (1763—1838)                                            | José Miguel Pey de Andrade (англ.)                                              |         | 20 июля 1810 года     | 1 апреля 1811 года    | Вице-президент, исполнявший обязанности президента в его отсутствие. Затем был официально избран на пост президента.                                | Пост упразднён с образованием штата Кундинамарка.                                                 | 1-й раз.   |
| • Свободное Государство Кундинамарка •                                            |                                                                                 |         |                       |                       | |                                                                                                   |            |
| Хорхе Тадео Лосано де Перальта и Гонсалес Манрике, виконт де Пастрана (1771—1816) | Jorge Tadeo Lozano de Peralta y González Manrique, vizconde de Pastrana (англ.) |         | 1 апреля 1811 года    | 19 сентября 1811 года | Конституционный президент штата Кундинамарки и вице-регент от имени короля.                                                                         | Подал в отставку.                                                                                 | К          |
| Антонио Амадор Хосе Нариньо и Альварес дель Касаль (1765—1824)                    | Antonio Amador José Nariño y Álvarez del Casal (англ.)                          |         | 21 сентября 1811 года | 25 июня 1812 года     | Временный президент штата Кундинамарка, с 24 декабря 1811 года — Конституционный президент штата Кундинамарки и вице-регент от имени короля.        | Покинул пост для борьбы с повстанцами.                                                            | 1-й раз. К |
| Луис де Айяла и Вергара                                                           | Luis de Ayala y Vergara (англ.)                                                 |         | 25 июня 1812 года     | 5 августа 1812 года   | Председатель Временной правящей хунты. | Президент вернулся к власти.                                                                      |            |
| Антонио Амадор Хосе Нариньо и Альварес дель Касаль (1765—1824)                    | Antonio Amador José Nariño y Álvarez del Casal (англ.)                          |         | 5 августа 1812 года   | 19 августа 1812 года  | Конституционный президент штата Кундинамарки и вице-регент от имени короля                                                                          | Покинул пост для борьбы с повстанцами.                                                            | 2-й раз.   |
| Мануэль Бенито де Кастро и Диас и Аркайя (1751—1826)                              | Manuel Benito de Castro y Díaz y Arcaya (англ.)                                 |         | 19 августа 1812 года  | 12 сентября 1812 года | Первый советник штата, глава исполнительной власти.                                                                                                 | Президент вернулся к власти.                                                                      | и. о.      |
| Антонио Амадор Хосе Нариньо и Альварес дель Касаль (1765—1824)                    | Antonio Amador José Nariño y Álvarez del Casal (англ.)                          |         | 12 сентября 1812 года | 26 ноября 1812 года   | Конституционный президент штата Кундинамарки и вице-регент от имени короля                                                                          | Покинул пост для борьбы с повстанцами.                                                            | 3-й раз.   |
| Фелипе де Вергара и Кайседо (1745—1818)                                           | Felipe de Vergara y Caycedo (англ.)                                             |         | 26 ноября 1812 года   | 15 декабря 1812 года  | Председатель Временной правящей хунты. | Президент вернулся к власти.                                                                      |            |
| Антонио Амадор Хосе Нариньо и Альварес дель Касаль (1765—1824)                    | Antonio Amador José Nariño y Álvarez del Casal (англ.)                          |         | 15 декабря 1812 года  | 14 мая 1814 года      | Конституционный президент штата Кундинамарки и вице-регент от имени короля, с 19 сентября 1813 года — Конституционный президент штата Кундинамарка. | Захвачен испанцами.                                                                               | 4-й раз.   |
| Мануэль де Бернардо Альварес дель Касаль (1743—1816)                              | Manuel de Bernardo Álvarez del Casal (англ.)                                    |         | 14 мая 1814 года      | 12 декабря 1814 года  | Конституционный президент штата Кундинамарка | Отстранён. Пост упразднён в связи с аннексией государства Соединёнными Провинциями Новой Гранады. |            |

### Картахена де Индиас (1810—1812; признавала власть Фердинанда VII)
Когда новость о провозглашении ратушей Боготы независимости достигла портового города Картахена де Индиас, местные власти 13 августа 1810 года создали собственную Верховную хунту, а затем 11 ноября 1811 года провозгласили абсолютную независимость от Испании и от вице-королевства Новая Гранада, став самостоятельным государством, которое вначале возглавил Игнасио Каверо в качестве председателя хунты, а затем губернатора-президента до присоединения Картахены к Объединённым провинциям Новой Гранады.
| Имя (годы жизни)                                                            | Оригинальное имя                                                         | Портрет | Начало срока         | Конец срока          | Должность | Причина отставки                                                                 |          |
| --------------------------------------------------------------------------- | ------------------------------------------------------------------------ | ------- | -------------------- | -------------------- | --- | -------------------------------------------------------------------------------- | -------- |
| • Верховная хунта Картахены де Индиас •                                     |                                                                          |         |                      |                      | |                                                                                  |          |
| Хосе Мария Гарсия де Толедо и Мадариага (1769—1816)                         | José María García de Toledo y Madariaga (англ.)                          |         | 13 августа 1810 года | 1 января 1811 года   | Президент Верховной хунты правительства.                                                                                |                                                                                  | 1-й раз. |
| Хосе Мария Реал э Идальго (1767—1835)                                       | José María del Real e Hidalgo (англ.)                                    |         | 1 января 1811 года   | 1 мая 1811 года      | Президент Верховной хунты правительства.                                                                                |                                                                                  | 1-й раз. |
| Хосе Мария Гарсия де Толедо и Мадариага (1769—1816)                         | José María García de Toledo y Madariaga (англ.)                          |         | 1 мая 1811 года      | 1 сентября 1811 года | Президент Верховной хунты правительства.                                                                                |                                                                                  | 2-й раз. |
| Хосе Игнасио Каверо и Карденас (1757—1834)                                  | José Ignacio Cavero y Cárdenas (англ.)                                   |         | 1 сентября 1811 года | 21 января 1812 года  | Президент Верховной хунты правительства.                                                                                | Пост упразднён в связи с образованием нового государства.                        |          |
| Хосе Мария Реал э Идальго (1767—1835)                                       | José María del Real e Hidalgo (англ.)                                    |         | 21 января 1812 года  | 1 апреля 1812 года   | Президент-губернатор штата Картахена де Индиас.                                                                         | Пост упразднён.                                                                  | 2-й раз. |
| Мануэль Хуан Робустиано де лос Долорес Родригес Торисес и Кирос (1788—1816) | Manuel Juan Robustiano de los Dolores Rodríguez Torices y Quiroz (англ.) |         | 1 апреля 1812 года   | 4 октября 1812 года  | Вице-президент-диктатор штата Картахена де Индиас C 15 июня 1812 года — Президент-губернатор штата Картахена де Индиас. |                                                                                  | 1-й раз. |
| Мануэль Хуан Робустиано де лос Долорес Родригес Торисес и Кирос (1788—1816) | Manuel Juan Robustiano de los Dolores Rodríguez Torices y Quiroz (англ.) |         | 26 апреля 1815 года  | 15 ноября 1815 года  | Президент-губернатор штата Картахена де Индиас                                                                          | Пост упразднён в связи с присоединением к Объединённым провинциям Новой Гранады. | 2-й раз. |

### Республика Антьокия (1810—1815; признавала власть Фердинанда VII)
| Имя (годы жизни)                                                      | Оригинальное имя                                                 | Портрет | Начало срока          | Конец срока          | Должность                                                                                      | Причина отставки                                |       |
| --------------------------------------------------------------------- | ---------------------------------------------------------------- | ------- | --------------------- | -------------------- | ---------------------------------------------------------------------------------------------- | ----------------------------------------------- | ----- |
| • Республика Антьокия •                                               |                                                                  |         |                       |                      |                                                                                                |                                                 |       |
| Франсиско де Аяла Гудиньо Медина и Кальдерон (ум. 1816)               | Francisco de Ayala Gudiño Medina y Calderón (англ.)              |         | 10 сентября 1810 года | 17 февраля 1811 года | Председатель Верховной правительственной хунты                                                 |                                                 |       |
| Хуан Элиас Лопес Тагле и Мадариага (1777—1819)                        | Juan Elías López Tagle y Madariaga (англ.)                       |         | 17 февраля 1811 года  | 29 июля 1811 года    | Председатель Верховной правительственной хунты c 27 июля 1811 года — временный президент штата |                                                 | и. о. |
| Хосе Мария Монтойя Дуке (1757—1834)                                   | José María Montoya Duque (англ.)                                 |         | 29 июля 1811 года     | 11 октября 1811 года | Президент штата Антьокия                                                                       |                                                 |       |
| Хосе Антонио Аурелио Гомес Лондоньо (1754—1812)                       | José Antonio Aurelio Gómez Londoño (англ.)                       |         | 11 октября 1811 года  | 10 октября 1812 года | Президент штата Антьокия                                                                       | Умер на посту                                   |       |
| Хосе Мигель де Рестрепо и Пуэрта (1755—1829)                          | José Miguel de Restrepo y Puerta (англ.)                         |         | 14 октября 1812 года  | 30 июля 1813 года    | Президент штата Антьокия                                                                       |                                                 |       |
| Хуан Баутиста Антонио Мария дель Коррал и Алонсо Карриасо (1778—1814) | Juan Bautista Antonio María del Corral y Alonso Carriazo (англ.) |         | 30 июля 1813 года     | 7 апреля 1814 года   | Президент штата Антьокия                                                                       | Умер на посту                                   |       |
| Хосе Мигель де Ла Калье Велес (1755—1839)                             | José Miguel de La Calle Vélez (англ.)                            |         | 15 апреля 1814 года   | 8 мая 1814 года      | Временный президент штата                                                                      |                                                 |       |
| Дионисио Санчес де Техада                                             | Dionisio Sánchez de Tejada (англ.)                               |         | 8 мая 1814 года       | июль 1815 года       | Президент штата Антьокия                                                                       | Территория Антьокии занята испанскими войсками. |       |
| Франсиско Варлета                                                     | Francisco Warleta (англ.)                                        |         | апрель 1816 года      | июнь 1816 года       | Испанский губернатор провинции Антьокия                                                        |                                                 |       |
| Висенте Чавес де Лима                                                 | Vicente Chávez de Lima (англ.)                                   |         | июль 1816 года        | март 1818 года       | Испанский губернатор провинции Антьокия                                                        |                                                 |       |
| Панталеон Аранго                                                      | Pantaleón Arango (англ.)                                         |         | март 1818 года        | май 1818 года        | Испанский губернатор провинции Антьокия                                                        |                                                 |       |
| Хосе Герреро и Кабреро                                                | José Guerrero y Cabrero (англ.)                                  |         | март 1818 года        | май 1818 года        | Испанский губернатор провинции Антьокия                                                        |                                                 |       |
| Мигель Вальбуэна                                                      | Miguel Valbuena (англ.)                                          |         | май 1818 года         | ноябрь 1818 года     | Испанский губернатор провинции Антьокия                                                        |                                                 |       |
| Карлос Тольра                                                         | Carlos Tolra (англ.)                                             |         | ноябрь 1818 года      | август 1819 года     | Испанский губернатор провинции Антьокия                                                        |                                                 |       |
| Фаустино Сармьенто                                                    | Faustino Sarmiento (англ.)                                       |         | август 1819 года      | август 1819 года     | Испанский губернатор провинции Антьокия                                                        |                                                 |       |

### Республика Тунха (1812; признавала власть Фердинанда VII)
Первоначально провинция Тунха не поддержала действия Боготы, провозгласившей независимость от Испании, но поскольку города провинции стали выражать требования независимости и поддержали Кундинамарку, которая уже стала независимой, Тунха была вынуждена действовать быстро. 26 ноября 1811 года Тунха подписала Акт конфедерации, присоединившись к Объединённым провинциям Новой Гранады, а 9 декабря 1811 года, официально провозгласила независимость от Испании. Однако противоречия между Кундинамаркой и Объединёнными провинциями вынудили Тунху заключить соглашение с Кундинамаркой, так называемый «Пакт Санта-Роза», согласно которому Тунха отделилась от федералистского правительства Объединённых провинций и поддержала централистское правительство Кундинамарки. С этого времени Республика Тунха окончательно встала на ноги под руководством президента-губернатора Хуана Непомусено Ниньо, до тех пор, пока Кундинамарка была окончательно побеждена и Тунха вновь вошла в состав Объединённых провинций.
| Имя (годы жизни)                  | Оригинальное имя                      | Портрет | Начало срока     | Конец срока         | Должность                        | Причина отставки                                                                 |  |
| --------------------------------- | ------------------------------------- | ------- | ---------------- | ------------------- | -------------------------------- | -------------------------------------------------------------------------------- |  |
| • Республика Тунха •              |                                       |         |                  |                     |                                  |                                                                                  |  |
| Хуан Непомусено Ниньо (1769—1816) | Juan Nepomuceno Niño y Muelle (англ.) |         | 3 июля 1812 года | 4 октября 1812 года | Президент-губернатор штата Тунха | Пост упразднён в связи с присоединением к Объединённым провинциям Новой Гранады. |  |

## Соединённые Провинции Новой Гранады (1812—1816) (признавали власть Фердинанда VII)
Соединённые Провинции Новой Гранады были образованы 26 ноября 1811 года, в качестве конфедерации независимых провинций Тунха, Памплона, Антиокия, Картахена и Нейва. Первоначально пост президента отсутствовал, поскольку провинции не желали уступать власть одному человеку, чтобы избежать фаворитизма. На своём первом официальном заседании федеральный конгресс избрал своим первым председателем Камило Торреса Тенорио и доверили ему исполнительную власть до создания триумвирата. Триумвират был экспериментальной формой исполнительной власти, при которой три человека обладали равными полномочиями, что позволяло расширить одновременное представительство разных провинций. Однако эта система оказалась порочной и окончательно продемонстрировала свою несостоятельность в свете вторжения Пабло Морильо, члены триумвирата подверглись преследованиям, были вынуждены поочерёдно передавать власть друг другу, пока все они не были убиты или взяты в плен.
| Имя / (годы жизни)                                                           | Оригинальное имя                                                         | Портрет | Начало срока           | Конец срока           | Должность                                                                       | Причина отставки |             |
| ---------------------------------------------------------------------------- | ------------------------------------------------------------------------ | ------- | ---------------------- | --------------------- | ------------------------------------------------------------------------------- | --- | ----------- |
| • Соединённые Провинции Новой Гранады •                                      |                                                                          |         |                        |                       |                                                                                 | |             |
| Хосе Камило Клементе Торрес Тенорио (1766—1816)                              | José Camilo Clemente Torres Tenorio (англ.)                              |         | 4 октября 1812 года    | 5 октября 1814 года   | Председатель конгресса, облечённый федеральной исполнительной властью.          | Власть перешла к триумвирату.                                                                                           | 1-й раз. О  |
| Хосе Мария Эусебио Карлос дель Росарио дель Кастильо Рада (1776—1835)        | José María Eusebio Carlos del Rosario del Castillo Rada (англ.)          |         | 5 октября 1814 года    | 28 ноября 1814 года   | Президент Объединённых провинций Новой Гранады                                  | Срок истёк. |             |
| Хоакин Камачо Лаго (1766—1816)                                               | Joaquín Camacho Lago (англ.)                                             |         | 5 октября 1814 года    | 25 января 1815 года   | Временный триумвир.                                                             | Срок истёк. |             |
| Хосе Луис Альваро Альвино Фернандес Мадрид и Фернандес де Кастро (1789—1830) | José Luis Álvaro Alvino Fernández Madrid y Fernández de Castro (англ.)   |         | 5 октября 1814 года    | 26 апреля 1815 года   | Временный триумвир.                                                             | Срок истёк. | 1-й раз.    |
| Хосе Кустодио Каэтано Гарсия Ровира (1786—1816)                              | José Custodio Cayetano García Rovira (англ.)                             |         | 28 ноября 1814 года    | 24 июля 1815 года     | Президент Объединённых провинций Новой Гранады                                  | Срок истёк. | 1-й раз.    |
| Хосе Мигель Пей де Андраде (1775—1838)                                       | José Miguel Pey de Andrade (англ.)                                       |         | 25 января 1815 года    | 15 ноября 1815 года   | Президент Объединённых провинций Новой Гранады                                  | Срок истёк. | 2-й раз.    |
| Крисанто Валенсуэла и Конде (1776—1816)                                      | Crisanto Valenzuela y Conde (англ.)                                      |         | 25 июля 1815 года      | 17 августа 1815 года  | Временный триумвир.                                                             | Пост перешёл к заместителю триумвира.                                                                                   |             |
| Мануэль Хуан Робустиано де лос Долорес Родригес Торисес и Кирос (1788—1816)  | Manuel Juan Robustiano de los Dolores Rodríguez Torices y Quiroz (англ.) |         | 26 апреля 1815 года    | 15 ноября 1815 года   | Президент Объединённых провинций Новой Гранады                                  | 16—18 октября был отстранён от власти в связи с обвинениями в заговоре. Вернулся к власти в связи со снятием обвинений. | 3-й раз.    |
| Антонио Виллависенсио и Верастегуи (1775—1816)                               | Antonio Villavicencio y Verástegui (англ.)                               |         | 17 августа 1815 года   | 15 ноября 1815 года   | Заместитель триумвира, заменял Гарсия.                                          | Срок истёк. |             |
| Хосе Мануэль Рестрепо Велес (1781—1863)                                      | José Manuel Restrepo Vélez (англ.)                                       |         | не вступил в должность |                       | Избранный триумвир.                                                             | Отказался от поста. |             |
| Хосе Камило Клементе Торрес Тенорио (1766—1816)                              | José Camilo Clemente Torres Tenorio (англ.)                              |         | 15 ноября 1815 года    | 14 марта 1816 года    | Президент Объединённых провинций Новой Гранады                                  | Подал в отставку. | 2-й раз. К  |
| Хосе Луис Альваро Альвино Фернандес Мадрид и Фернандес де Кастро (1789—1830) | José Luis Álvaro Alvino Fernández Madrid y Fernández de Castro (англ.)   |         | 14 марта 1816 года     | 22 июня 1816 года     | Президент Объединённых провинций Новой Гранады                                  | Бежал из столицы и подал в отставку из-за преследования испанцами.                                                      | 2-й раз. НК |
| Либорио Хосе Аполинар Мехия Гутьеррес и Гутьерес де Лара (1792—1816)         | Liborio José Apolinar Mejía Gutiérrez y Gutiérrez de Lara (англ.)        |         | 22 июня 1816 года      | 30 июня 1816 года     | Вице-президент, исполнял обязанности президента во время отсутствия президента. | Президент вернулся к власти.                                                                                            | НК          |
| Хосе Кустодио Каэтано Гарсия Ровира (1786—1816)                              | José Custodio Cayetano García Rovira (англ.)                             |         | 30 июня 1816 года      | 10 июля 1816 года     | Президент-диктатор                                                              | Захвачен испанской армией.                                                                                              | 2-й раз. НК |
| Мануэль Фернандо Серрано и Урибе (1789—1819)                                 | Manuel Fernando Serrano y Uribe (англ.)                                  |         | 16 июля 1816 года      | 16 сентября 1816 года | Президент Объединённых провинций Новой Гранады                                  | Пост упразднён. | ИА          |

## Режим террора (1816—1819)
Кульминацией испанского вторжения в Новую Гранаду стало восстановление власти вице-короля и возобновление правления испанцев. Пост президента был упразднен, а борцы за независимость были взяты в плен, убиты, были вынуждены скрываться или покинуть страну. Это время получило название «Режим террора», период, когда испанские колониальные правители решили дать урок всем, кто бросал вызов власти испанской короны, устраивая публичные суды и приговорив многих из своих предшественников к публичной смертной казни.
| • Возвращение Новой Гранады под власть Испании •                           |                                                                        |  |                     |                  |                           |
| • Вице-королевство Новая Гранада •                                         |                                                                        |  |                     |                  |                           |
| Франсиско Монтальво и Амбулоди Арриола и Касаблант Вальдеспино (1754—1822) | Francisco Montalvo y Ambulodi Arriola y Casabant Valdespino (англ.)    |  | 16 апреля 1816 года | 9 марта 1818 год | Вице-король Новой Гранады |
| Хуан Хосе Франсиско де Самано и Урибарри де Реболлар и Масорра (1753—1821) | Juan José Francisco de Sámano y Uribarri de Rebollar y Mazorra (англ.) |  | 9 марта 1818 года   | август 1819 года | Вице-король Новой Гранады |
| Хуан де ла Крус Моурхеон и Ачет (?—1822)                                   | Juan de la Cruz Mourgeón y Achet (англ.)                               |  | 1819 год            | 1821 год         | Вице-король Новой Гранады |

## Великая Колумбия (1819—1831)
| Имя (годы жизни) | Оригинальное имя                                                                      | Портрет | Начало срока         | Конец срока          | Должность                                                               | Причина отставки                                                                 |                |
| --- | ------------------------------------------------------------------------------------- | ------- | -------------------- | -------------------- | ----------------------------------------------------------------------- | -------------------------------------------------------------------------------- | -------------- |
| • 1-я Республика Колумбия • |                                                                                       |         |                      |                      |                                                                         |                                                                                  |                |
| Симон Хосе Антонио Боливар де ла Сантисима Тринидад и Паласиос Понте и Бланко (1783—1830)                                                                                      | Simón José Antonio Bolívar de la Santísima Trinidad y Palacios Ponte y Blanco (англ.) |         | 15 февраля 1819 года | 13 декабря 1821 года | Президент Республики Колумбия                                           | Оставил пост для того, чтобы возглавить военную кампанию против испанцев на юге. | 1-й раз. К     |
| Франсиско де Паула Сантандер-и-Оманья (1792—1840) | Francisco de Paula Santander y Omaña (англ.)                                          |         | 13 декабря 1821 года | 14 ноября 1826 года  | Вице-президент, возглавлял исполнительную власть.                       | Президент вернулся к власти.                                                     | 1-й раз.       |
| Симон Хосе Антонио Боливар де ла Сантисима Тринидад и Паласиос Понте и Бланко (1783—1830)                                                                                      | Simón José Antonio Bolívar de la Santísima Trinidad y Palacios Ponte y Blanco (англ.) |         | 14 ноября 1826 года  | 10 ноября 1829 года  | Президент Республики Колумбия.                                          | Оставил пост для участия в войне.                                                | 2-й раз.       |
| Эстанислао Вергара Санс де Сантамария (1790—1855) | Estanislao Vergara Sanz de Santamaría (англ.)                                         |         | 10 ноября 1829 года  | 10 декабря 1829 года | Председатель государственного совета, возглавлял исполнительную власть. | Президент вернулся к власти.                                                     |                |
| Симон Хосе Антонио Боливар де ла Сантисима Тринидад и Паласиос Понте и Бланко (1783—1830)                                                                                      | Simón José Antonio Bolívar de la Santísima Trinidad y Palacios Ponte y Blanco (англ.) |         | 10 декабря 1829 года | 4 мая 1830 года      | Президент Республики Колумбия                                           | Ушёл в отставку.                                                                 | 3-й раз.       |
| Доминго Кайседо и Санц де Сантамария (1783—1843) | Domingo de Caycedo y Sanz de Santamaría (англ.)                                       |         | 4 мая 1830 года      | 13 июня 1830 года    | Вице-президент, возглавлял исполнительную власть.                       | Завершил срок.                                                                   | 1-й раз.       |
| Хоакин Мариано де Москера и Фигероа и Арболеда (1787—1877) | Joaquín Mariano de Mosquera y Figueroa y Arboleda (англ.)                             |         | 13 июня 1830 года    | 4 сентября 1830 года | Президент Республики Колумбия                                           | Свергнут военными.                                                               | К              |
| Рафаэль Хосе Урданета и Фария (1789—1845) | Rafael José Urdaneta y Faría (англ.)                                                  |         | 4 сентября 1830 года | 30 апреля 1831 года  | Временный глава правительства, пришел к власти во время переворота.     | Отстранён легитимным правительством.                                             | А              |
| Президиум (Коллегиальный орган исполнительной власти), созданный советом министров, чтобы принять отставку генерала Урданеты и пригласить на пост президента генерала Кайседо. |                                                                                       |         |                      |                      |                                                                         |                                                                                  |                |
| Хосе Мигель Пей де Андраде (1763—1838) | José Miguel Pey de Andrade (англ.)                                                    |         | 30 апреля 1831 года  | 2 мая 1831 года      | Военный и морской министр.                                              | Завершили срок.                                                                  | 3-й раз. НК    |
| Херонимо де Мендоса Галавис (1773—1839) | Jerónimo de Mendoza Galavís (англ.)                                                   |         | 30 апреля 1831 года  | 2 мая 1831 года      | Министр финансов.                                                       | Завершили срок.                                                                  | НК             |
| Хуан Гарсия дель Рио (1794—1856) | Juan García Del Río (англ.)                                                           |         | 30 апреля 1831 года  | 2 мая 1831 года      | Министр внутренних и иностранных дел.                                   | Завершили срок.                                                                  | НК             |
| Доминго Кайседо и Санц де Сантамария (1783—1843) | Domingo de Caycedo y Sanz de Santamaría (англ.)                                       |         | 2 мая 1831 года      | 21 ноября 1831 года  | Вице-президент, возглавлял исполнительную власть.                       | Подал в отставку.                                                                | 2-й раз. и. о. |

## Республика Новая Гранада (1831—1858)
Консервативная партия
 Либеральная партия
 Федералистская партия
| Имя / (годы жизни)                                                | Оригинальное имя                                              | Портрет | Начало срока         | Конец срока          | Должность | Причина отставки                                                                  |                |
| ----------------------------------------------------------------- | ------------------------------------------------------------- | ------- | -------------------- | -------------------- | --- | --------------------------------------------------------------------------------- | -------------- |
| • Республика Новая Гранада •                                      |                                                               |         |                      |                      | |                                                                                   |                |
| Доминго Кайседо и Санц де Сантамария (1783—1843)                  | Domingo de Caycedo y Sanz de Santamaría (англ.)               |         | 21 ноября 1831 года  | 23 ноября 1831 года  | Вице-президент Колумбии, возглавлял исполнительную власть.                                                                                       | Подал в отставку.                                                                 | 3-й раз. и. о. |
| Хосе Мария Рамон Обандо и дель Кампо (1795—1861)                  | José María Ramón Obando y del Campo (англ.)                   |         | 23 ноября 1831 года  | 10 марта 1832 года   | Вице-президент Колумбии, возглавлял временное правительство.                                                                                     | Срок истёк.                                                                       | 1-й раз. К     |
| Хосе Игнасио де Маркес Баррето (1795—1861)                        | José Ignacio de Márquez Barreto (англ.)                       |         | 10 марта 1832 года   | 7 октября 1832 года  | Вице-президент Новой Гранады, избран непрямым голосованием. Исполнял обязанности президента.                                                     | Уступил власть.                                                                   | 1-й раз. К     |
| Франсиско Хосе де Паула Сантандер-и-Оманья (1792—1840)            | Francisco José de Paula Santander y Omaña (англ.)             |         | 7 октября 1832 года  | 1 апреля 1837 года   | Президент Новой Гранады. | Срок истёк.                                                                       | 2-й раз. К     |
| Хосе Игнасио де Маркес Баррето (1793—1880)                        | José Ignacio de Márquez Barreto (англ.)                       |         | 1 апреля 1837 года   | 1 апреля 1841 года   | Президент Новой Гранады. | Срок истёк.                                                                       | 2-й раз. К     |
| Доминго Кайседо и Санц де Сантамария (1783—1843)                  | Domingo de Caycedo y Sanz de Santamaría (англ.)               |         | 1 апреля 1841 года   | 2 мая 1841 года      | Вице-президент, возглавлял исполнительную власть.                                                                                                | Президент вернулся к власти.                                                      | 4-й раз. и. о. |
| Педро Алькантара Эрран Мартинес (1800—1872)                       | Pedro Alcántara Herrán Martínez (англ.)                       |         | 2 мая 1841 года      | 5 июля 1841 года     | Президент Новой Гранады. | Оставил пост, для участия в гражданской войне.                                    | 1-й раз. К     |
| Хуан де Диос Арансасу Гонсалес (1798—1845)                        | Juan de Dios Aranzazu González (англ.)                        |         | 5 июля 1841 года     | 19 мая 1842 года     | Председатель Государственного совета, возглавлял исполнительную власть.                                                                          | Президент вернулся к власти.                                                      |                |
| Педро Алькантара Эрран Мартинес (1800—1872)                       | Pedro Alcántara Herrán Martínez (англ.)                       |         | 19 мая 1842 года     | 1 апреля 1845 года   | Президент Новой Гранады С 20 апреля 1843 года — Президент Республики.                                                                            | Срок истёк.                                                                       | 2-й раз.       |
| Томас Сиприано Игнасио Мария де Москера и Арболеда (1798—1878)    | Tomás Cipriano Ignacio María de Mosquera y Arboleda (англ.)   |         | 1 апреля 1845 года   | 14 августа 1847 года | Президент Республики. |                                                                                   | 1-й раз. К     |
| Руфино Куэрво и Баррето (1801—1853)                               | Rufino Cuervo y Barreto (англ.)                               |         | 14 августа 1847 года | 14 декабря 1847 года | Вице-президент, возглавлял исполнительную власть.                                                                                                | Президент вернулся к власти.                                                      |                |
| Томас Сиприано Игнасио Мария де Москера и Арболеда (1798—1878)    | Tomás Cipriano Ignacio María de Mosquera y Arboleda (англ.)   |         | 14 августа 1847 года | 1 апреля 1849 года   | Президент Республики. | Срок истёк.                                                                       | 2-й раз.       |
| Хосе Иларио Лопес Вальдес (1798—1869)                             | José Hilario López Valdéz (англ.)                             |         | 1 апреля 1849 года   | 1 апреля 1853 года   | Президент Республики. | Срок истёк.                                                                       | К              |
| Хосе Мария Рамон Обандо дель Кампо (1795—1861)                    | José María Ramón Obando del Campo (англ.)                     |         | 1 апреля 1853 года   | 17 апреля 1854 года  | Президент Республики. | Свергнут военными.                                                                | 2-й раз. К     |
| Хосе Мария Дионисио Мело и Ортис (1800—1860)                      | José María Dionisio Melo y Ortiz (англ.)                      |         | 17 апреля 1854 года  | 20 мая 1854 года     | Верховный глава временного правительства. Пришёл к власти в результате военного переворота.                                                      | Оставил пост для борьбы с восстанием.                                             | 1-й раз. А     |
| Томас Хосе Рамон дель Кармен де Эррера и Перес Давила (1804—1859) | Tomás José Ramón del Carmen de Herrera y Pérez Dávila (англ.) |         | 21 апреля 1854 года  | 5 августа 1854 года  | Претендовал на пост президента, в качестве назначенного заместителя президента. Возглавлял восстание против, захватившего власть, генерала Мело. |                                                                                   | О              |
| Франсиско Антонио Обрегон Муньос (1801—1869)                      | Francisco Antonio Obregón Muñoz (англ.)                       |         | 20 мая 1854 года     | 2 июня 1854 года     | Министр правительства, возглавлял исполнительную власть.                                                                                         | Президент вернулся к власти.                                                      |                |
| Хосе Мария Дионисио Мело и Ортис (1800—1860)                      | José María Dionisio Melo y Ortiz (англ.)                      |         | 2 июня 1854 года     | 4 декабря 1854 года  | Верховный глава временного правительства. | Свергнут легитимным правительством.                                               | 2-й раз.       |
| Хосе Арсенио Висенте дель Кармен Обальдия и Орехуэла (1806—1889)  | José Arsenio Vicente del Carmen de Obaldía y Orejuela (англ.) |         | 5 августа 1854 года  | 1 апреля 1855 года   | Вице-президент. Сменил на посту главу восстания против генерала Мело.                                                                            | Уступил власть вице-президенту.                                                   | О              |
| Мануэль Мария Мальярино Ибаргойен (1808—1872)                     | Manuel María Mallarino Ibargüen (англ.)                       |         | 1 апреля 1855 года   | 1 апреля 1857 года   | Вице-президент, возглавлял исполнительную власть.                                                                                                | Срок истёк.                                                                       | К              |
| Мариано Оспина Родригес (1805—1885)                               | Mariano Ospina Rodríguez (англ.)                              |         | 1 апреля 1857 года   | 22 мая 1858 года     | Президент Республики. | Продолжил осуществление полномочий в качестве президента Гранадской конфедерации. | 1-й раз. В     |

## Гранадская конфедерация (1858—1861)
Консервативная партия
 Либеральная партия
| Имя / (годы жизни)                              | Оригинальное имя                           | Портрет | Начало срока        | Конец срока         | Должность                                                             | Причина отставки                                                                  |            |
| ----------------------------------------------- | ------------------------------------------ | ------- | ------------------- | ------------------- | --------------------------------------------------------------------- | --------------------------------------------------------------------------------- | ---------- |
| • Гранадская конфедерация •                     |                                            |         |                     |                     |                                                                       |                                                                                   |            |
| Мариано Оспина Родригес (1805—1885)             | Mariano Ospina Rodríguez (англ.)           |         | 22 мая 1858 года    | 1 апреля 1861 года  | Президент Гранадской конфедерации                                     | Срок истёк.                                                                       | 2-й раз. В |
| Хуан Хосе Ньето Хиль (1805—1866)                | Juan José Nieto Gil (англ.)                |         | 25 января 1861 года | 18 июля 1861 года   | 2-й заместитель президента                                            | Уступил власть Москера.                                                           | О          |
| Бартоломе Кальво и Диас де Ламадрид (1815—1889) | Bartolomé Calvo y Díaz de Lamadrid (англ.) |         | 1 апреля 1861 года  | 10 июля 1861 года   | Генеральный инспектор                                                 | Арестован и смещён.                                                               | и. о.      |
| Хулио Арболеда Помбо (1817—1862)                | Julio Arboleda Pombo (англ.)               |         | 10 июля 1861 года   | 18 июля 1861 года   | Президент Гранадской конфедерации                                     | Свергнут военными.                                                                | В          |
| Игнасио Гутьеррес Вергара (1806—1877)           | Ignacio Gutiérrez Vergara (англ.)          |         | 18 июля 1861 года   | 18 января 1862 года | Министр финансов                                                      | Арестован и смещён.                                                               |            |
| Леонардо Каналь Гонсалес (1822—1894)            | Leonardo Canal González (англ.)            |         | 18 июля 1861 года   | 6 ноября 1862 года  | Военный министр, возглавлял конституционное правительство в изгнании. | Уступил власть.                                                                   | О          |
| Андрес Серон Серрано (1822—1879)                | Andrés Cerón Serrano (англ.)               |         | февраль 1862 года   | февраль 1862 года   | Военный и морской министр.                                            | Уступил власть Москера.                                                           | О          |
| Мануэль дель Рио де Нарваэс (1800—1871)         | Manuel Del Río De Narváez (англ.)          |         | 6 ноября 1862 года  | 13 января 1863 года | Министр внутренних дел, глава исполнительной власти.                  | Правительство в изгнании заключило мирное соглашение и уступило власть либералам. |            |

## Соединённые штаты Новой Гранады (1861)
| Имя / (годы жизни)                                             | Оригинальное имя                                            | Портрет | Начало срока      | Конец срока           | Должность                                             | Причина отставки               |            |
| -------------------------------------------------------------- | ----------------------------------------------------------- | ------- | ----------------- | --------------------- | ----------------------------------------------------- | ------------------------------ | ---------- |
| • Соединённые штаты Новой Гранады •                            |                                                             |         |                   |                       |                                                       |                                |            |
| Томас Сиприано Игнасио Мария де Москера и Арболеда (1798—1878) | Tomás Cipriano Ignacio María de Mosquera y Arboleda (англ.) |         | 18 июля 1861 года | 20 сентября 1861 года | Временный президент Соединённых штатов Новой Гранады. | Государство изменило название. | 3-й раз. А |

## Соединённые штаты Колумбии (1861—1886)
Консервативная партия
 Либеральная партия
| Имя / (годы жизни)                                                | Оригинальное имя                                            | Портрет | Начало срока          | Конец срока          | Должность | Причина отставки                                                                      |           |
| ----------------------------------------------------------------- | ----------------------------------------------------------- | ------- | --------------------- | -------------------- | --- | ------------------------------------------------------------------------------------- | --------- |
| • Соединённые штаты Колумбии •                                    |                                                             |         |                       |                      | |                                                                                       |           |
| Томас Сиприано Игнасио Мария де Москера-и-Арболеда (1798—1878)    | Tomás Cipriano Ignacio María de Mosquera y Arboleda (англ.) |         | 20 сентября 1861 года | 4 февраля 1863 года  | Временный президент Соединённых штатов Колумбии, глава исполнительной власти.                                                    | Созвал Конституционную ассамблею, для принятия новой конституции и уступил ей власть. | 4-й раз А |
| Франсиско Хавьер Мартинес де Сальдуа-и-Ракинес (1811—1882)        | Francisco Javier Martínez de Zaldúa y Racines (англ.)       |         | 4 февраля 1863 года   | 10 февраля 1863 года | Председатель Конвента Рионегро, глава исполнительной власти.                                                                     | Подал в отставку.                                                                     | 1-й раз   |
| Коллегиальный глава исполнительной власти, состоящий из министров |                                                             |         |                       |                      | |                                                                                       |           |
| Флориан Ларгача Уртадо (1823—1892)                                | Froilán Largacha Hurtado (англ.)                            |         | 10 февраля 1863 года  | 14 мая 1863 года     | Государственный казначей. | Полномочия перешли к президенту.                                                      |           |
| Томас Сиприано Игнасио Мария де Москера-и-Арболеда (1798—1878)    | Tomás Cipriano Ignacio María de Mosquera y Arboleda (англ.) |         | 10 февраля 1863 года  | 14 мая 1863 года     | Военный министр. | Полномочия перешли к президенту.                                                      | 5-й раз   |
| Хосе Иларио Лопес Вальдес (1798—1869)                             | José Hilario López Valdéz (англ.)                           |         | 10 февраля 1863 года  | 14 мая 1863 года     | Министр иностранных дел. | Полномочия перешли к президенту.                                                      | 2-й раз   |
| Эусторгио Сальгар Морено (1831—1885)                              | Eustorgio Salgar Moreno (англ.)                             |         | 10 февраля 1863 года  | 14 мая 1863 года     | Министр финансов. Председатель.                                                                                                  | Полномочия перешли к президенту.                                                      | 1-й раз   |
| Сантос Гутьеррес Прието (1820—1872)                               | Santos Gutiérrez Prieto (англ.)                             |         | 10 февраля 1863 года  | 14 мая 1863 года     | Министр внутренних дел. | Полномочия перешли к президенту.                                                      | 1-й раз   |
| Томас Сиприано Игнасио Мария де Москера-и-Арболеда (1798—1878)    | Tomás Cipriano Ignacio María de Mosquera y Arboleda (англ.) |         | 14 мая 1863 года      | 29 января 1864 года  | Конституционный президент Соединённых штатов Колумбии.                                                                           | Оставил пост для участия в Эквадорско-колумбийской войне.                             | 6-й раз К |
| Хуан Агустин де Урикоэчеа Наварро                                 | Juan Agustín Uricoechea Navarro (англ.)                     |         | 29 января 1864 года   | 28 февраля 1864 года | Генеральный инспектор, глава исполнительной власти.                                                                              | Президент вернулся к власти.                                                          |           |
| Томас Сиприано Игнасио Мария де Москера-и-Арболеда (1798—1878)    | Tomás Cipriano Ignacio María de Mosquera y Arboleda (англ.) |         | 28 февраля 1864 года  | 8 апреля 1864 года   | Конституционный президент Соединённых штатов Колумбии.                                                                           | Срок истёк.                                                                           | 7-й раз   |
| Мануэль Мурильо Торо (1816—1880)                                  | Manuel Murillo Toro (англ.)                                 |         | 8 апреля 1864 года    | 1 апреля 1866 года   | Конституционный президент Соединённых штатов Колумбии.                                                                           | Срок истёк.                                                                           | 1-й раз Ш |
| Хосе Мария Рохас Гарридо (1824—1883)                              | José María Rojas Garrido (англ.)                            |         | 1 апреля 1866 года    | 22 мая 1866 года     | 1-й заместитель президента. Исполнял обязанности президента в отсутствие избранного президента.                                  | Президент вернулся к власти.                                                          | и. о.     |
| Томас Сиприано Игнасио Мария де Москера-и-Арболеда (1798—1878)    | Tomás Cipriano Ignacio María de Mosquera y Arboleda (англ.) |         | 22 мая 1866 года      | 23 мая 1867 года     | Конституционный президент Соединённых штатов Колумбии.                                                                           | Свергнут военными.                                                                    | 8-й раз Ш |
| Мануэль Хоакин де Санта ИсабельРиаскос Гарсия (1833—1875)         | Manuel Joaquín de Santa Isabel Riascos García (англ.)       |         | 12 мая 1867 года      | 28 июня 1867 года    | 3-й заместитель президента. Претендовал на власть после того, как Москера распустил конгресс.                                    | Уступил власть Акоста.                                                                |           |
| Мигель Мария де лос Сантос Акоста-и-Кастильо (1830—1901)          | Miguel María de los Santos Acosta y Castillo (англ.)        |         | 23 мая 1867 года      | 1 апреля 1868 года   | 2-й заместитель президента. Претендовал на власть после того, как Москера распустил конгресс, и сместил его во время переворота. | Уступил власть.                                                                       | А         |
| Хосе де лос Сантос Гутьеррес Прието (1820—1872)                   | José de los Santos Gutiérrez Prieto (англ.)                 |         | 1 апреля 1868 года    | 21 декабря 1868 года | Конституционный президент Соединённых штатов Колумбии.                                                                           | В связи с женитьбой временно покинул свой пост.                                       | 2-й раз Ш |
| Сальвадор Камачо Рольдан (1827—1900)                              | Salvador Camacho Roldán (англ.)                             |         | 21 декабря 1868 года  | 2 января 1869 года   | 1-й заместитель президента. Глава исполнительной власти                                                                          | Президент вернулся к власти.                                                          |           |
| Хосе де лос Сантос Гутьеррес Прието (1820—1872)                   | José de los Santos Gutiérrez Prieto (англ.)                 |         | 2 января 1869 года    | 1 апреля 1870 года   | Конституционный президент Соединённых штатов Колумбии.                                                                           | Срок истёк.                                                                           | 3-й раз   |
| Эусторгио Сальгар Морено (1831—1885)                              | Eustorgio Salgar Moreno (англ.)                             |         | 1 апреля 1870 года    | 1 апреля 1872 года   | Конституционный президент Соединённых штатов Колумбии.                                                                           | Срок истёк.                                                                           | 2-й раз Ш |
| Мануэль Мурильо Торо (1816—1880)                                  | Manuel Murillo Toro (англ.)                                 |         | 1 апреля 1872 года    | 1 апреля 1874 года   | Конституционный президент Соединённых штатов Колумбии.                                                                           | Срок истёк.                                                                           | 2-й раз Ш |
| Сантьяго Перес де Маносальбас дель Кастильо (1830—1900)           | Santiago Pérez de Manosalbas del Castillo (англ.)           |         | 1 апреля 1874 года    | 1 апреля 1876 года   | Конституционный президент Соединённых штатов Колумбии.                                                                           | Срок истёк.                                                                           | Ш         |
| Хосе Бонифасио Акилео Элиас Парра Гомес (1825—1900)               | José Bonifacio Aquileo Elías Parra Gómez (англ.)            |         | 1 апреля 1876 года    | 19 мая 1877 года     | Конституционный президент Соединённых штатов Колумбии.                                                                           | Временно оставил пост из-за болезни.                                                  | 1-й раз Ш |
| Хосе Серхио Камарго Пинсон (1832—1907)                            | José Sergio Camargo Pinzón (англ.)                          |         | 19 мая 1877 года      | 14 августа 1877 года | 2-й заместитель президента. Временный глава исполнительной власти.                                                               | Президент вернулся к власти.                                                          |           |
| Хосе Бонифасио Акилео Элиас Парра Гомес (1825—1900)               | José Bonifacio Aquileo Elías Parra Gómez (англ.)            |         | 14 августа 1877 года  | 22 декабря 1877 года | Конституционный президент Соединённых штатов Колумбии.                                                                           | Временно оставил пост из-за болезни.                                                  | 2-й раз   |
| Мануэль Мария Рамирес Фортоул (1817—1891)                         | Manuel María Ramírez Fortoul (англ.)                        |         | 22 декабря 1877 года  | 24 декабря 1877 года | Генеральный инспектор. Временный глава исполнительной власти.                                                                    | Президент вернулся к власти.                                                          |           |
| Хосе Бонифасио Акилео Элиас Парра Гомес (1825—1900)               | José Bonifacio Aquileo Elías Parra Gómez (англ.)            |         | 24 декабря 1877 года  | 1 апреля 1878 года   | Конституционный президент Соединённых штатов Колумбии.                                                                           | Срок истёк.                                                                           | 3-й раз   |
| Хулиан Трухильо Ларгача (1828—1888)                               | Julián Trujillo Largacha (англ.)                            |         | 1 апреля 1878 года    | 8 апреля 1880 года   | Конституционный президент Соединённых штатов Колумбии.                                                                           | Срок истёк.                                                                           |           |
| Рафаэль Венеслао Нуньес Моледо (1825—1894)                        | Rafael Wenceslao Núñez Moledo (англ.)                       |         | 8 апреля 1880 года    | 1 апреля 1882 года   | Конституционный президент Соединённых штатов Колумбии.                                                                           | Срок истёк.                                                                           | 1-й раз Ш |
| Франсиско Хавьер Мартинес де Сальдуа-и-Ракинес (1811—1882)        | Francisco Javier Martínez de Zaldúa y Racines (англ.)       |         | 1 апреля 1882 года    | 21 декабря 1882 года | Конституционный президент Соединённых штатов Колумбии.                                                                           | Умер в должности.                                                                     | 2-й раз Ш |
| Климако Кальдерон Рейес (1852—1913)                               | Clímaco Calderón Reyes (англ.)                              |         | 21 декабря 1882 года  | 22 декабря 1882 года | Генеральный инспектор. Исполнял обязанности президента в отсутствие заместителей президента.                                     | Ушёл в отставку.                                                                      |           |
| Хосе Эусебио Оталора Мартинес (1828—1884)                         | José Eusebio Otálora Martínez (англ.)                       |         | 22 декабря 1882 года  | 1 апреля 1884 года   | Конституционный президент Соединённых штатов Колумбии.                                                                           | Срок истёк.                                                                           |           |
| Эзекиел Уртадо Уртадо (1825—1890)                                 | Ezequiel Hurtado Hurtado (англ.)                            |         | 1 апреля 1884 года    | 11 августа 1884 года | 1-й заместитель президента. И. о президента во время отсутствия избранного президента.                                           | Президент приступил к осуществлению полномочий.                                       |           |
| Рафаэль Венеслао Нуньес Моледо (1825—1894)                        | Rafael Wenceslao Núñez Moledo (англ.)                       |         | 11 августа 1884 года  | 1 апреля 1886 года   | Конституционный президент Соединённых штатов Колумбии.                                                                           | Ушёл в отставку.                                                                      | 2-й раз Ш |
| Хосе Мария дель Кампо Серрано (1832—1915)                         | José María del Campo Serrano (англ.)                        |         | 1 апреля 1886 года    | 5 августа 1886 года  | 1-й заместитель президента. И. о президента.                                                                                     | Продолжил осуществление полномочий после изменения конституции.                       | 1-й раз   |

## Республика Колумбия (с 1886)
Гуманная Колумбия
 Консервативная партия
 Либеральная партия
 Либеральная партия (левое крыло)
 Либеральная партия (правое крыло)
 Социальная партия национального единства
 Демократический центр
 Военный режим
 Республиканский союз
| Имя / (годы жизни)                                                                      | Оригинальное имя                                                                     | Портрет                             | Начало срока          | Конец срока           | Должность                                                                   | Причина отставки                                                          |            |
| --------------------------------------------------------------------------------------- | ------------------------------------------------------------------------------------ | ----------------------------------- | --------------------- | --------------------- | --------------------------------------------------------------------------- | ------------------------------------------------------------------------- | ---------- |
| • Республика Колумбия •                                                                 |                                                                                      |                                     |                       |                       |                                                                             |                                                                           |            |
| Хосе Мария Кампо Серрано (1832—1915)                                                    | José María Campo Serrano (англ.)                                                     |                                     | 5 августа 1886 года   | 5 января 1887 года    | 1-й заместитель президента, глава исполнительной власти.                    | Срок истёк.                                                               | 2-й раз.   |
| Хосе Элисео Пайян Уртадо (1825—1895)                                                    | José Eliseo Payán Hurtado (англ.)                                                    |                                     | 5 января 1887 года    | 4 июня 1887 года      | Вице-президент, и. о. Президента Республики Колумбия.                       | Президент приступил к осуществлению полномочий.                           | 1-й раз.   |
| Рафаэль Венеслао Нуньес Моледо (1825—1894)                                              | Rafael Wenceslao Núñez Moledo (англ.)                                                |                                     | 4 июня 1887 года      | 12 декабря 1887 года  | Президент Республики Колумбия.                                              | Ушёл в отставку.                                                          | 3-й раз.   |
| Хосе Элисео Пайян Уртадо (1825—1895)                                                    | José Eliseo Payán Hurtado (англ.)                                                    |                                     | 12 декабря 1887 года  | 8 февраля 1888 года   | Вице-президент, глава исполнительной власти, назначен специальным указом.   | Президент приступил к осуществлению полномочий.                           | 2-й раз.   |
| Рафаэль Венеслао Нуньес Моледо (1825—1894)                                              | Rafael Wenceslao Núñez Moledo (англ.)                                                |                                     | 8 февраля 1888 года   | 7 августа 1888 года   | Президент Республики Колумбия.                                              | Ушёл в отставку из-за болезни.                                            | 4-й раз.   |
| Карлос Ольгин Мальярино (1832—1894)                                                     | Carlos Holguín Mallarino (англ.)                                                     |                                     | 7 августа 1888 года   | 7 августа 1892 года   | 1-й заместитель президента, глава исполнительной власти.                    | Ушёл в отставку.                                                          |            |
| Мигель Антонио Хосе Зоило Каэтано Андрес Авелино де лас Мерседес Каро Тобар (1845—1909) | Miguel Antonio José Zoylo Cayetano Andres Avelino de las Mercedes Caro Tobar (англ.) |                                     | 7 августа 1892 года   | 29 сентября 1892 года | Вице-президент, глава исполнительной власти.                                | Временно оставил пост.                                                    | 1-й раз.   |
| Рафаэль Венеслао Нуньес Моледо (1825—1894)                                              | Rafael Wenceslao Núñez Moledo (англ.)                                                |                                     | 29 сентября 1892 года | 18 сентября 1894 года | Президент Республики Колумбия                                               | Умер на посту                                                             | 5-й раз. Н |
| Антонио Базилио Куэрво Урисарри (1834—1893)                                             | Antonio Basilio Cuervo Urisarri (англ.)                                              |                                     | 16 января 1893 года   | 17 января 1893 года   | Военный министр, глава исполнительной власти, во время восстания в столице. | Срок истёк.                                                               |            |
| Мигель Антонио Хосе Зоило Каэтано Андрес Авелино де лас Мерседес Каро Тобар (1845—1909) | Miguel Antonio José Zoylo Cayetano Andres Avelino de las Mercedes Caro Tobar (англ.) |                                     | 18 сентября 1894 года | 12 марта 1896 года    | И. о. президента                                                            | Временно оставил пост.                                                    | 2-й раз.   |
| Гильермо Кинтеро Кальдерон (1832—1919)                                                  | Guillermo Quintero Calderón (англ.)                                                  |                                     | 12 марта 1896 года    | 17 марта 1896 года    | 1-й заместитель президента, глава исполнительной власти.                    | Президент приступил к осуществлению полномочий.                           |            |
| Мигель Антонио Хосе Зоило Каэтано Андрес Авелино де лас Мерседес Каро Тобар (1845—1909) | Miguel Antonio José Zoylo Cayetano Andres Avelino de las Mercedes Caro Tobar (англ.) |                                     | 17 марта 1896 года    | 7 августа 1898 года   | И. о. президента                                                            | Срок истёк.                                                               | 3-й раз.   |
| Мануэль Антонио Санклементе Санклементе (1814—1902)                                     | Manuel Antonio Sanclemente Sanclemente (англ.)                                       |                                     | 7 августа 1898 года   | 31 июля 1900 года     | Президент Республики Колумбия                                               | Свергнут военными.                                                        | Н          |
| Габриэль Варгас Сантос                                                                  | Gabriel Vargas Santos (англ.)                                                        |                                     | 1900 год              | июль 1900 года        | Временный президент Соединённых штатов Колумбии.                            | Восстание подавлено.                                                      | О          |
| Хосе Мануэль Каэтано Маррокин Рикауэрте (1827—1908)                                     | José Manuel Cayetano Marroquín Ricaurte (англ.)                                      |                                     | 31 июля 1900 года     | 7 августа 1904 года   | Вице-президент.                                                             | Ушёл в отставку.                                                          | А          |
| Хосе Грегорио Амбросио Рафаэль Рейес Прието (1850—1921)                                 | José Gregorio Ambrosio Rafael Reyes Prieto (англ.)                                   |                                     | 7 августа 1904 года   | 16 марта 1908 года    | Президент Республики Колумбия.                                              | Временно оставил пост.                                                    | 1-й раз. Н |
| Диего Эуклидес де Ангуло Лемос (1742—1826)                                              | Diego Euclides de Angulo Lemos (англ.)                                               |                                     | 16 марта 1908 года    | 16 апреля 1908 года   | 1-й заместитель президента, глава исполнительной власти.                    | Президент вернулся к власти.                                              |            |
| Хосе Грегорио Амбросио Рафаэль Рейес Прието (1850—1921)                                 | José Gregorio Ambrosio Rafael Reyes Prieto (англ.)                                   |                                     | 16 апреля 1908 года   | 27 июля 1909 года     | Президент Республики Колумбия.                                              | Ушёл в отставку.                                                          | 2-й раз.   |
| Хорхе Марсело Ольгин Мальярино (1848—1928)                                              | Jorge Marcelo Holguín Mallarino (англ.)                                              |                                     | 27 июля 1909 года     | 4 августа 1909 года   | 1-й заместитель президента, глава исполнительной власти.                    | Смещён конгрессом.                                                        | 1-й раз.   |
| Рамон Гонсалес Валенсия (1854—1928)                                                     | Ramón González Valencia (англ.)                                                      |                                     | 4 августа 1909 года   | 7 августа 1910 года   | Временный президент Республики Колумбия.                                    | Завершил срок.                                                            | К          |
| Карлос Эухенио Рестрепо Рестрепо (1867—1937)                                            | Carlos Eugenio Restrepo Restrepo (англ.)                                             |                                     | 7 августа 1910 года   | 7 августа 1914 года   | Президент Республики Колумбия.                                              | Срок истёк.                                                               | НА         |
| Хосе Висенте Конча Феррейра (1867—1929)                                                 | José Vicente Concha Ferreira (англ.)                                                 |                                     | 7 августа 1914 года   | 7 августа 1918 года   | Президент Республики Колумбия.                                              | Срок истёк.                                                               | НА         |
| Марко Фидель Суарес (1855—1927)                                                         | Marco Fidel Suárez (англ.)                                                           |                                     | 7 августа 1918 года   | 11 ноября 1921 года   | Президент Республики Колумбия.                                              | Подал в отставку.                                                         | В          |
| Хорхе Марсело Ольгин Мальярино (1848—1928)                                              | Jorge Marcelo Holguín Mallarino (англ.)                                              |                                     | 11 ноября 1921 года   | 7 августа 1922 года   | 1-й заместитель президента, глава исполнительной власти                     | Срок истёк.                                                               | 2-й раз.   |
| Педро Нель Игнасио Томас де Вильянуэва Оспина Васкес (1858—1927)                        | Pedro Nel Ignacio Tomás de Villanueva Ospina Vázquez (англ.)                         |                                     | 7 августа 1922 года   | 7 августа 1926 года   | Президент Республики Колумбия.                                              | Срок истёк.                                                               | В          |
| Мигель Абадия Мендес (1867—1947)                                                        | Miguel Abadía Méndez (англ.)                                                         |                                     | 7 августа 1926 года   | 7 августа 1930 года   | Президент Республики Колумбия.                                              | Срок истёк.                                                               | В          |
| Энрике Альфредо Олайя Эррера (1881—1937)                                                | Enrique Alfredo Olaya Herrera (англ.)                                                |                                     | 7 августа 1930 года   | 7 августа 1934 года   | Президент Республики Колумбия                                               | Срок истёк.                                                               | В          |
| Альфонсо Лопес Пумарехо (1886—1959)                                                     | Alfonso López Pumarejo (англ.)                                                       |                                     | 7 августа 1934 года   | 7 августа 1938 года   | Президент Республики Колумбия                                               | Срок истёк.                                                               | 1-й раз. В |
| Эдуардо Сантос Монтехо (1888—1974)                                                      | Eduardo Santos Montejo (англ.)                                                       |                                     | 7 августа 1938 года   | 7 августа 1942 года   | Президент Республики Колумбия                                               | Срок истёк.                                                               | В          |
| Альфонсо Лопес Пумарехо (1886—1959)                                                     | Alfonso López Pumarejo (англ.)                                                       |                                     | 7 августа 1942 года   | 9 октября 1942 года   | Президент Республики Колумбия                                               | Временно оставил пост в связи с поездкой в Венесуэлу.                     | 2-й раз. В |
| Карлос Лосано и Лосано (1904—1952)                                                      | Carlos Lozano y Lozano (англ.)                                                       |                                     | 9 октября 1942 года   | 19 октября 1942 года  | 1-й заместитель президента, глава исполнительной власти                     | Президент вернулся к власти.                                              |            |
| Альфонсо Лопес Пумарехо (1886—1959)                                                     | Alfonso López Pumarejo (англ.)                                                       |                                     | 9 октября 1942 года   | 10 июня 1944 года     | Президент Республики Колумбия                                               | Временно оставил пост в связи с болезнью жены.                            | 3-й раз.   |
| Дарио Эчандия Олая (1897—1989)                                                          | Darío Echandía Olaya (англ.)                                                         |                                     | 10 июня 1944 года     | 12 июня 1944 года     | 1-й заместитель президента, глава исполнительной власти                     | Президент вернулся к власти.                                              | 1-й раз.   |
| Альфонсо Лопес Пумарехо (1886—1959)                                                     | Alfonso López Pumarejo (англ.)                                                       |                                     | 12 июня 1944 года     | 7 августа 1945 года   | Президент Республики Колумбия                                               | Подал в отставку.                                                         | 4-й раз.   |
| Альберто Льерас Камарго (1906—1990)                                                     | Alberto Lleras Camargo (англ.)                                                       |                                     | 7 августа 1945 года   | 7 августа 1946 года   | 1-й заместитель президента, глава исполнительной власти                     | Завершил срок.                                                            | 1-й раз.   |
| Луис Мариано Оспина Перес (1891—1976)                                                   | Luis Mariano Ospina Pérez (англ.)                                                    |                                     | 7 августа 1946 года   | 7 августа 1950 года   | Президент Республики Колумбия                                               | Срок истёк.                                                               | В          |
| Лауреано Элеутерио Гомес Кастро (1889—1965)                                             | Laureano Eleuterio Gómez Castro (англ.)                                              |                                     | 7 августа 1950 года   | 5 ноября 1951 года    | Президент Республики Колумбия                                               | Досрочно ушёл в отставку.                                                 | В          |
| Роберто Урданета Арбелаэс (1890—1972)                                                   | Roberto Urdaneta Arbeláez (англ.)                                                    |                                     | 5 ноября 1951 года    | 13 июня 1953 года     | 1-й заместитель президента, глава исполнительной власти                     | Свергнут военными.                                                        | и. о.      |
| Густаво Рохас Пинилья (1900—1975)                                                       | Gustavo Rojas Pinilla (англ.)                                                        |                                     | 13 июня 1953 года     | 30 июля 1955 года     | Президент Республики Колумбия                                               | Временно оставил свой пост.                                               | 1-й раз. А |
| Габриэль Парис Гордильо (1910—2008)                                                     | Gabriel París Gordillo (англ.)                                                       |                                     | 30 июля 1955 года     | 3 августа 1955 года   | 1-й заместитель президента, глава исполнительной власти                     | Президент вернулся к власти.                                              | 1-й раз.   |
| Густаво Рохас Пинилья (1900—1975)                                                       | Gustavo Rojas Pinilla (англ.)                                                        |                                     | 3 августа 1955 года   | 10 мая 1957 года      | Президент Республики Колумбия                                               | Отстранён военной хунтой.                                                 | 2-й раз.   |
| Колумбийская военная хунта. Коллективный глава исполнительной власти.                   |                                                                                      |                                     |                       |                       |                                                                             |                                                                           |            |
| Габриэль Парис Гордильо (1910—2008)                                                     | Gabriel París Gordillo (англ.)                                                       |                                     | 10 мая 1957 года      | 7 августа 1958 года   | Министр обороны, председатель хунты.                                        | Уступили власть гражданскому правительству.                               | 2-й раз. А |
| Рафаэль Навас Пардо (1908—1990)                                                         | Rafael Navas Pardo (англ.)                                                           | Главнокомандующий.                  | 10 мая 1957 года      | 7 августа 1958 года   |                                                                             | Уступили власть гражданскому правительству.                               |            |
| Деограсиас Фонсека Эспиноса (1908—2006)                                                 | Deogracias Fonseca Espinosa (англ.)                                                  | Директор национальной полиции.      | 10 мая 1957 года      | 7 августа 1958 года   |                                                                             | Уступили власть гражданскому правительству.                               |            |
| Рубен Пьедрахита Аранго (1908—1979)                                                     | Rubén Piedrahíta Arango (англ.)                                                      |                                     | 10 мая 1957 года      | 7 августа 1958 года   |                                                                             | Уступили власть гражданскому правительству.                               |            |
| Луис Эрнесто Ордоньес Кастильо (1914—1990)                                              | Luis Ernesto Ordóñez Castillo (англ.)                                                | Директор Департамента безопасности. | 10 мая 1957 года      | 7 августа 1958 года   |                                                                             | Уступили власть гражданскому правительству.                               |            |
| Альберто Льерас Камарго (1906—1990)                                                     | Alberto Lleras Camargo (англ.)                                                       |                                     | 7 августа 1958 года   | 2 апреля 1960 года    | Президент Республики Колумбия. Член Национального фронта                    | Временно оставил пост.                                                    | 2-й раз. В |
| Дарио Эчандия Олая (1897—1989)                                                          | Darío Echandía Olaya (англ.)                                                         |                                     | 2 апреля 1960 года    | 18 апреля 1960 года   | 1-й заместитель президента, глава исполнительной власти                     | Президент вернулся к власти.                                              | 2-й раз.   |
| Альберто Льерас Камарго (1906—1990)                                                     | Alberto Lleras Camargo (англ.)                                                       |                                     | 18 апреля 1960 года   | 7 августа 1962 года   | Президент Республики Колумбия. Член Национального фронта                    | Срок истёк.                                                               | 3-й раз.   |
| Гильермо Леон Валенсия Муньос (1909—1971)                                               | Guillermo León Valencia Muñóz (англ.)                                                |                                     | 7 августа 1962 года   | 6 августа 1963 года   | Президент Республики Колумбия. Член Национального фронта                    | Временно оставил пост в связи с поездкой в Венесуэлу.                     | 1-й раз. В |
| Хосе Антонио Монтальво Бербео (1892—1970)                                               | José Antonio Montalvo Berbeo (англ.)                                                 |                                     | 6 августа 1962 года   | 8 августа 1963 года   | 1-й заместитель президента, глава исполнительной власти                     | Президент вернулся к власти.                                              |            |
| Гильермо Леон Валенсия Муньос (1909—1971)                                               | Guillermo León Valencia Muñóz (англ.)                                                |                                     | 8 августа 1963 года   | 7 августа 1966 года   | Президент Республики Колумбия                                               | Срок истёк.                                                               | 2-й раз.   |
| Карлос Льерас Рестрепо (1908—1994)                                                      | Carlos Lleras Restrepo (англ.)                                                       |                                     | 7 августа 1966 года   | 7 августа 1970 года   | Президент Республики Колумбия. Член Национального фронта                    | Срок истёк.                                                               | В          |
| Мисаэль Эдуардо Пастрана Борреро (1923—1997)                                            | Misael Eduardo Pastrana Borrero (англ.)                                              |                                     | 7 августа 1970 года   | 21 июля 1973 года     | Президент Республики Колумбия. Член Национального фронта                    | Временно оставил пост в связи с поездкой в Венесуэлу.                     | 1-й раз. В |
| Рафаэль Азуэро Манчола (1908—1982)                                                      | Rafael Azuero Manchola (англ.)                                                       |                                     | 21 июля 1973 года     | 24 июля 1973 года     | 1-й заместитель президента, глава исполнительной власти                     | Президент вернулся к власти.                                              |            |
| Мисаэль Эдуардо Пастрана Борреро (1923—1997)                                            | Misael Eduardo Pastrana Borrero (англ.)                                              |                                     | 24 июля 1973 года     | 7 августа 1974 года   | Президент Республики Колумбия                                               | Срок истёк.                                                               | 2-й раз.   |
| Альфонсо Лопес Микельсен (1913—2007)                                                    | Alfonso López Michelsen (англ.)                                                      |                                     | 7 августа 1974 года   | 20 сентября 1975 года | Президент Республики Колумбия                                               | Временно прекратил осуществление полномочий.                              | 1-й раз. В |
| Индалесио Лиевано Агирре (1917—1982)                                                    | Indalecio Liévano Aguirre (англ.)                                                    |                                     | 20 сентября 1975 года | 24 сентября 1975 года | 1-й заместитель президента, глава исполнительной власти                     | Президент вернулся к власти.                                              |            |
| Альфонсо Лопес Микельсен (1913—2007)                                                    | Alfonso López Michelsen (англ.)                                                      |                                     | 24 сентября 1975 года | 7 августа 1978 года   | Президент Республики Колумбия                                               | Срок истёк.                                                               | 2-й раз.   |
| Хулио Сесар Турбай Айяла (1916—2005)                                                    | Julio César Turbay Ayala (англ.)                                                     |                                     | 7 августа 1978 года   | 3 февраля 1981 года   | Президент Республики Колумбия                                               | Временно прекратил осуществление полномочий.                              | 1-й раз. В |
| Виктор Москера Чо (1919—1997)                                                           | Víctor Mosquera Chaux (англ.)                                                        |                                     | 3 февраля 1981 года   | 11 февраля 1981 года  | 1-й заместитель президента, глава исполнительной власти                     | Президент вернулся к власти.                                              |            |
| Хулио Сесар Турбай Айяла (1916—2005)                                                    | Julio César Turbay Ayala (англ.)                                                     |                                     | 11 февраля 1981 года  | 7 августа 1982 года   | Президент Республики Колумбия                                               | Срок истёк.                                                               | 2-й раз.   |
| Белисарио Бетанкур Куартас (1923—2018)                                                  | Belisario Betancur Cuartas (англ.)                                                   |                                     | 7 августа 1982 года   | 7 августа 1986 года   | Президент Республики Колумбия                                               | Срок истёк.                                                               | В          |
| Вирхилио Барко Варгас (1921—1997)                                                       | Virgilio Barco Vargas (англ.)                                                        |                                     | 7 августа 1986 года   | 7 августа 1990 года   | Президент Республики Колумбия                                               | Срок истёк.                                                               | В          |
| Сесар Аугусто Гавириа Трухильо (род. 1947)                                              | César Augusto Gaviria Trujillo (англ.)                                               |                                     | 7 августа 1990 года   | 7 августа 1994 года   | Президент Республики Колумбия                                               | Срок истёк.                                                               | В          |
| Эрнесто Сампер Писано (род. 1950)                                                       | Ernesto Samper Pizano (англ.)                                                        |                                     | 7 августа 1994 года   | 11 января 1998 года   | Президент Республики Колумбия                                               | Временно прекратил осуществление полномочий, в связи с лечением в Канаде. | 1-й раз. В |
| Карлос Лемос Симмондс (1933—2003)                                                       | Carlos Lemos Simmonds (англ.)                                                        |                                     | 11 января 1998 года   | 21 января 1998 года   | Вице-президент, глава исполнительной власти.                                | Президент вернулся к власти.                                              |            |
| Эрнесто Сампер Писано (род. 1950)                                                       | Ernesto Samper Pizano (англ.)                                                        |                                     | 21 января 1998 года   | 7 августа 1998 года   | Президент Республики Колумбия                                               | Срок истёк.                                                               | 2-й раз.   |
| Андрес Пастрана Аранго (род. 1954)                                                      | Andrés Pastrana Arango (англ.)                                                       |                                     | 7 августа 1998 года   | 7 августа 2002 года   | Президент Республики Колумбия                                               | Срок истёк.                                                               | В          |
| Альваро Урибе Велес (род. 1952)                                                         | Álvaro Uribe Vélez (англ.)                                                           |                                     | 7 августа 2002 года   | 7 августа 2010 года   | Президент Республики Колумбия                                               | Срок истёк.                                                               | В          |
| Хуан Мануэль Сантос Кальдерон (род. 1951)                                               | Juan Manuel Santos Calderón (англ.)                                                  |                                     | 7 августа 2010 года   | 7 августа 2018 года   | Президент Республики Колумбия                                               | Срок истёк.                                                               | В          |
| Иван Дуке Маркес (род. 1976)                                                            | Iván Duque Márquez (англ.)                                                           |                                     | 7 августа 2018 года   | 7 августа 2022 года   | Президент Республики Колумбия                                               | Срок истёк.                                                               | В          |
| Густаво Франсиско Петро Уррего (род. 1960)                                              | Gustavo Francisco Petro Urrego (англ.)                                               |                                     | 7 августа 2022 года   | Ныне в должности      | Президент Республики Колумбия                                               |                                                                           | В          |

### Комментарии
1. 1 2 3 4 5 6 7 8 9 10 11 12 13 14 15 16 17 18 19 20 21 22 23 24 25 26 27 28 29 30  исп. Presidente de la Real Audiencia de Santa Fe de Bogotá
2. 1 2 3 4 5 6 7 8 9 10 11 12 13 14 15 16 17 18 19  исп. Virrey de Nueva Granada
3. ↑  В некоторых источниках датой окончания полномочий указан апрель 1789 года, но это лишь дата его отъезда из Новой Гранады.
4. ↑  20 июля 1810 года назначен председателем Верховной правящей хунты Боготы.
5. ↑  Действовал в Портобело (Панама) отделившись от Боготы и оставаясь на стороне Испании.
6. ↑  С 20 июля 1810 года — вице-президент, с 25 июля — президент Верховной правительственной хунты Боготы.
7. 1 2  Избран конгрессом
8. ↑  исп. Presidente constitucional del Estado de Cundinamarca y Vicegerente de la persona del Rey
9. ↑  C 21 сентября 1811 года — исп. Presidente interino del Estado de Cundinamarca, с 24 декабря 1811 года — исп. Presidente constitucional del Estado de Cundinamarca y Vicegerente de la persona del Rey
10. ↑  исп. Primer Consejero de Estado, encargado del Poder Ejecutivo
11. ↑  По другим данным — с 19 июля.
12. ↑  исп. Presidente constitucional del Estado de Cundinamarca
13. ↑  Временно исполнял обязанности.
14. ↑  исп. Presidente de la Junta Suprema de Gobierno
15. ↑  11 ноября 1811 года провозгласил независимость от Испании.
16. 1 2 3  исп. Presidente Gobernador del Estado de Cartagena de Indias
17. ↑  исп. Vicepresidente Dictador del Estado de Cartagena de Indias
18. 1 2  Избран конвентом штата
19. 1 2 3 4 5  исп. Presidente del Estado de Antioquia
20. ↑  По другим данным с 29 октября.
21. ↑  С 1 по 5 марта 1814 года — диктатор.
22. ↑  По другим данным с 7 апреля.
23. ↑  По другим данным с 16 мая.
24. ↑  По другим данным до 5 апреля 1816 года.
25. ↑  исп. Presidente Gobernador del Estado de Tunja. Также использовался титул Президент-губернатор республики Тунха исп. Presidente Gobernador de la República de Tunja.
26. ↑  исп. Presidente del Congreso de las Provincias Unidas de la Nueva Granada, encargado del Poder Ejecutivo Federal
27. ↑  Лидер конгресса, действовавшего в оппозиции к правительству Кундинамарки во главе с Антонио Нариньо.
28. 1 2 3 4 5 6 7 8  исп. Presidente de las Provincias Unidas de la Nueva Granada
29. 1 2 3  5 октября 1814 года конгресс избрал триумвирами Гарсия Ровиро, Пея де Андраде и Родригеса Торисеса. Однако все они находились в действующей армии и не могли приступить к исполнению полномочий, поэтому на время их отсутствия был избран временный триумвират в составе Кастиль Рада, Камачо Лаго и Фернандеса Мадрида.
30. ↑  По другим данным до 28 марта 1815 года.
31. ↑  По другим данным с 28 марта 1815 года.
32. ↑  По другим данным до 28 июля 1815 года.
33. ↑  По другим данным с 28 июля 1815 года.
34. ↑  исп. Vicepresidente de las Provincias Unidas de la Nueva Granada, encargado del Poder Ejecutivo
35. ↑  С 30 мая 1813 года — губернатор, затем генерал-капитан до 16 апреля 1816 года.
36. ↑  Во время отсутствия Боливара в стране обязанности президента фактически исполняли вице-президенты последовательно: Х. Россио, А. Нариньо, Х. М. дель Кастильо и Рада, Ф. Сантандер.
37. 1 2 3 4  исп. Presidente de la República de Colombia.
38. ↑  Избран Конгрессом в Ангостуре в 1819 году, и переизбран Конгрессом в Кукуте в 1821 году.
39. 1 2 3 4  исп. Vicepresidente de la Republica de Colombia, encargado del Poder Ejecutivo Nacional
40. ↑  27 августа 1828 года конгресс присвоил ему звание «Освободителя» исп. Libertador-Presidente de la República de Colombia. Кроме того, официально использовался титул Верховный глава Республики Колумбия исп. Jefe Supremo de la República de Colombia
41. ↑  Вернулся на пост, чтобы завершить свой срок. 27 августа 1828 года объявил себя диктатором
42. ↑  исп. Encargado del Poder Ejecutivo.
43. ↑  В начале формально исполнял обязанности главы государства за Боливара, который не принял поста и скончался 17 декабря 1830 года. Затем формально за Москеру, который не вернулся к власти.
44. ↑  исп. Ejecutivo Plural.
45. ↑  Настоящее имя исп. José María Ramón Mosquera
46. ↑  Утвердил конституцию 1832 года, согласно которой была создана Республика Новая Гранада
47. 1 2 3  исп. Vicepresidente de la Nueva Granada, encargado del Poder Ejecutivo Nacional
48. ↑  Исполнял обязанности президента до вступления в должность Сантандера.
49. 1 2 3 4  исп. Presidente de la Nueva Granada
50. ↑  Исполнял обязанности президента до вступления в должность Эррана.
51. ↑  Вернулся к власти после войны
52. 1 2 3 4 5 6  исп. Presidente de la República
53. 1 2  исп. Supremo Jefe del Estado
54. ↑  исп. Designado, encargado del Poder Ejecutivo Nacional
55. ↑  Исполнял обязанности президента до вступления в должность Обальдия и Орехуэла.
56. 1 2  Вместо президента Обандо и дель Кампо, который не смог приступить к осуществелению полномочий и был смещён 4 апреля 1855 года.
57. ↑  С 4 декабря 1854 года — контролировал центральное правительство в Боготе.
58. 1 2  исп. Vicepresidente de la República, encargado del Poder Ejecutivo Nacional
59. ↑  До 4 апреля 1855 года вместо президента Обандо и дель Кампо, который не смог приступить к осуществлению полномочий и был смещён 4 апреля 1855 года.
60. ↑  исп. Presidente de la Confederación Granadina
61. ↑  исп. Procurador General de la Nación, encargado del Poder Ejecutivo
62. ↑  Занял пост пока конгресс был распущен, а избранный президент не принёс присягу
63. ↑  18 июля 1861 года в ходе гражданской войны либералы во главе с генералом Москера, захватили столицу страны Боготу, с этого момента консерваторы оказались в оппозиции и их правительства действовали в провинциях или за границей.
64. ↑  Избран на всеобщих выборах 1861 года, но был отстранён от власти. В итоге сменил на посту президента генерального инспектора Кальво.
65. ↑  Занял пост президента после ареста Кальво и Арболеды.
66. ↑  В период хаоса и оккупации временно возглавлял исполнительную власть.
67. ↑  Согласно конституции военный не мог быть главой исполнительной власти. Поэтому генерал Каналь уступил власть старейшему из министров, что позволило соблюсти правила передачи власти.
68. ↑  исп. Presidente Provisorio de los Estados Unidos de Nueva Granada
69. ↑  исп. Presidente Provisorio de los Estados Unidos de Colombia, encargado del Poder Ejecutivo
70. ↑  исп. Presidente de la Convención Nacional de los Estados Unidos de Colombia
71. ↑  исп. Presidente del Ministerio Ejecutivo del Gobierno Provisional de la Nación Colombiana
72. 1 2 3 4 5 6 7 8 9 10 11 12 13 14 15 16 17  исп. Presidente Constitucional de los Estados Unidos de Colombia
73. ↑  Избран Конгрессом Рионегро
74. ↑  С 1 апреля 1864 года — и. о. президента, за Торо. исп. Primer Designado, encargado del Poder Ejecutivo Federal
75. ↑  С 1864 по 1886 годы президент Колумбии избирался представителями 9 штатов.
76. ↑  исп. Primer Designado, encargado del Poder Ejecutivo Federal
77. ↑  И. о. президента, за Москера.
78. ↑  Формально до 1 ноября 1867 года.
79. ↑  Возглавил восстание против Москера. исп. Presidente del Estado Soberano del Magdalena, encargado del Poder Ejecutivo Federal
80. ↑  До 1 ноября 1867 года — и. о. вместо Москеры, отстранённого от власти.
81. ↑  И. о. президента за Нуньса Моледо.
82. ↑  исп. Procurador General de la Nación, encargado del Poder Ejecutivo Federal
83. ↑  И. о. президента, за Оталору Мартинеса.
84. ↑  2-й заместитель президента. Стал президентом после смерти Сальдуа и отставки 1-го заместителя президента Нуньеса
85. ↑  И. о. президента, за Нуньеса Моледо.
86. ↑  исп. Designado, encargado del Poder Ejecutivo
87. ↑  Вместо временно президента (исп. Presidente Provisional de la República) Нуньеса, который не вступил в должность.
88. ↑  Полномочия подтверждены Конституцией Колумбии 1886 года
89. ↑  5-7 августа 1886 года — исп. Designado, encargado del Poder Ejecutivo, c 7 августа 1886 года — исп. Designado, encargado de la Presidencia de la República de Colombia
90. 1 2  И. о. президента за Нуньеса Моледо.
91. 1 2 3  исп. Vicepresidente de la República, encargado de la Presidencia de la República de Colombia
92. ↑  Формально — с 7 августа 1886 года.
93. 1 2 3 4 5 6 7 8 9 10 11 12 13 14 15 16 17 18 19 20 21 22 23 24 25 26 27 28 29 30 31 32 33 34 35 36 37 38 39 40 41 42  исп. Presidente de la República de Colombia
94. 1 2 3 4 5 6 7 8 9 10 11 12 13 14 15  исп. Designado, encargado de la Presidencia de la República de Colombia
95. ↑  И. о. президента после переизбрания Нуньеса Моледо.
96. ↑  В 1892—1904 года президент Колумбии избирался коллегией выборщиков, из расчёта 1 выборщик на 1000 жителей.
97. ↑  Формально до 19 марта 1902 года.
98. ↑  исп. Presidente Provisional de los Estados Unidos de Colombia
99. ↑  До 19 марта 1902 года — и. о. вместо Санклементе.
100. ↑  Выдвинут от блока консерваторов и либералов.
101. ↑  Избран конгрессом на остаток срока Рейеса
102. ↑  исп. Presidente Provisorio de la República de Colombia
103. ↑  В 1910—1914 годах президент Колумбии избирался Национальной Ассамблеей (учредительным собранием) из 45 депутатов. Ассамблея состояла из 3 депутатов от каждого из 15 избирательных округов, в пропорции 2 консерватора и 1 либерал от каждого округа.
104. ↑  Настоящее имя Маркос Суарес (исп. Marcos Suárez)
105. ↑  Вместо Гомеса Кастро.
106. ↑  исп. Presidente de la Junta Militar de Gobierno de la República de Colombia